# Sculpture
Pour les articles homonymes, voir Sculpture (homonymie).

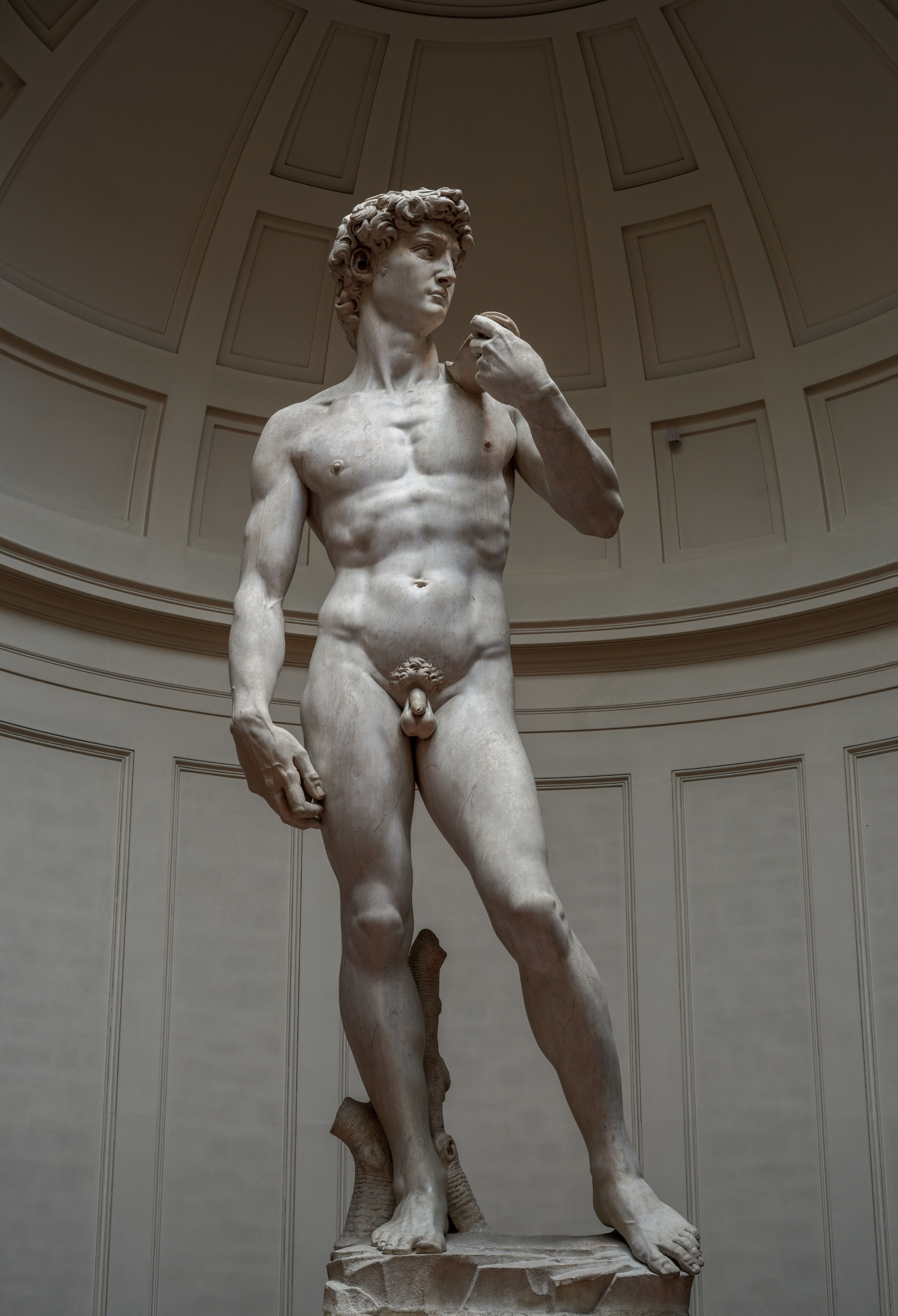
Sculpture en ronde-bosse : David de Michel-Ange.

La sculpture est une activité artistique qui consiste à concevoir et réaliser des formes en volume, en relief, soit en ronde-bosse (statuaire), en haut-relief, en bas-relief, par modelage, par taille directe, par soudure ou assemblage. Le terme de sculpture désigne également l'objet résultant de cette activité.
Le mot sculpture vient étymologiquement du latin « sculpere » qui signifie « tailler » ou « enlever des morceaux à une pierre ». Cette définition, qui distingue « sculpture » et « modelage », illustre l'importance donnée à la taille de la pierre dans la civilisation romaine. Au Xe siècle, on parle d'« ymagier » et la plupart du temps, le travail du sculpteur est un travail d'équipe avec un maître et des tailleurs de pierre, comme il est traité dans l'art roman et l'architecture romane. Plusieurs équipes travaillent simultanément sur les grands chantiers des cathédrales.

## Histoire

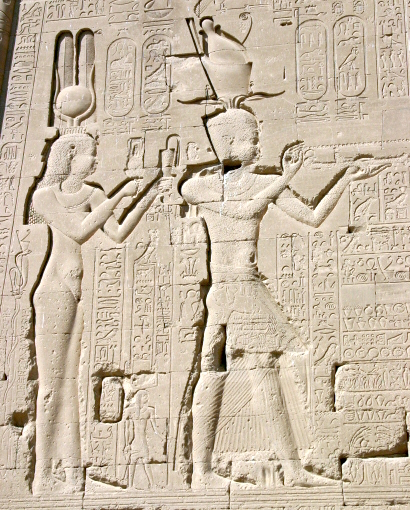
Bas-relief en creux et incisions. Cléopâtre et son fils Césarion. Temple de Denderah.

Les plus anciennes sculptures réalisées par l'homme et ayant traversé le temps sont de petites figurines rudimentaires taillées, en pierre ou en os, qui servaient probablement à des pratiques magiques, d'ex-voto, d'échanges, de rituels qui permettaient de réaliser des transactions avec des forces surnaturelles ou sociales. La Vénus de Lespugue, sur ivoire de mammouth, en est un bel exemple. Certaines sculptures de taille plus imposante ont survécu aux millénaires qui nous séparent de leur créateur comme les bisons d'argile crue retrouvés dans la grotte du Tuc d'Audoubert en Ariège, les bas reliefs de l’abri sous roches du Roc-aux-Sorciers dans la Vienne ou les monolithes sculptés de Göbekli Tepe en Turquie. Il est probable que des objets modelés, en terre, ont aussi existé, mais en l'absence de techniques de pérennisation (cuisson), cela reste une hypothèse. D'autres sculptures, comme celles du Roc-aux-Sorciers, représentent des animaux sauvages, sans doute des représentations de l’alimentation des peuples de chasseurs-cueilleurs du Magdalénien.
Bien que cet usage, chamanique sans doute, ait décliné, la représentation humaine reste un thème fréquent des sculpteurs[réf. nécessaire]. Selon les époques et les civilisations, les artistes ont exécuté ces figurines de manière réaliste, ou bien, au contraire, ont pris une plus grande liberté pour interpréter leur sujet.
En Occident, la sculpture a tardivement été dissociée de la peinture. À Paris, ces deux catégories d'artistes, que l'on distingue nettement aujourd'hui, appartenaient au Moyen Âge à la même communauté de métier des peintres et tailleurs d'images. En effet, avant l'invention des représentations en perspective moderne, le relief d'une image de grand format était rendue par un traitement en bas-relief du plan du tableau, comme sur les sculptures des églises romanes et des cathédrales gothiques (par exemple sur la cathédrale Notre-Dame de Paris dont les couleurs disparues viennent d'être retrouvées).
En France, c'est avec la création des académies de peinture et de sculpture, en 1648, et d'architecture, en 1671, que les deux métiers deviennent officiellement distincts, même si, à la Renaissance, beaucoup d'artistes restent aussi bien peintres que sculpteurs.
Au XIXe siècle, on distingue encore le « sculpteur » qui taille des matériaux solides : la pierre, le bois ou l'ivoire, pour créer une forme unique originale, et le « statuaire » qui réalise des modèles en terre (argile), en plâtre ou en cire destinés à être reproduits (technique indirecte de la « taille avec mise aux points ») ou moulés (technique de la « fonte à cire perdue » pour être coulés en métal, en bronze) le plus souvent.

## Techniques

### Taille, modelage, assemblage, stéréolithographie
Pour créer une œuvre, plusieurs manières peuvent être envisagées, voire combinées entre elles.
- Le modelage : l'idée de modelage fait tout de suite penser à la pâte à modeler que l'on travaille si facilement avec les doigts. C'est la technique la plus primitive et la plus directe de mise en forme d'un solide plastique, en l'occurrence la terre ou argile (grès, porcelaine ou faïence). Le modelage en terre n'a cessé d'être pratiqué au fil des siècles. Dans un bon nombre de cas, il a permis au sculpteur de préciser sa pensée. Il a rarement eu un caractère définitif à cause de sa fragilité, mais à partir de la Renaissance, il se voit attribuer un caractère privilégié puisque le sculpteur exécute tous ses modèles en terre et donne à reproduire ses œuvres à des mouleurs, fondeurs ou praticiens (agrandisseurs). Beaucoup d'artistes modernes, en quête de nouveauté, emploient pour leurs créations des matériaux inattendus : des tôles, des pièces métalliques et même des matières plastiques.
La méthode consiste à ajouter ou retirer de la matière autour d'un ou plusieurs centres qui deviendront « l'âme » de la sculpture. Cette technique du modelage s'applique aux matériaux dits « plastiques », c'est-à-dire susceptibles de se déformer de façon réversible sous l'effet de forces minimes (l'argile, la cire, le plâtre et des pâtes à modeler diverses). À tout moment, de la matière peut être retirée ou ajoutée, les « repentirs » sont permis (jusqu'à un certain point, cependant). La souplesse du matériau permet d'enregistrer les impressions les plus fugitives avec une liberté totale. La limitation principale du matériau réside dans sa résistance souvent assez faible. Le séchage lent de la sculpture est l'étape suivante pour l'argile et le plâtre, le refroidissement pour la cire et la cuisson pour l'argile sèche.
- La taille, dont le principe est de soustraire, à l'aide d'un outil percuté par un galet (préhistoire) ou une massette, des éclats dans une matière dure pour dégager de sa gangue une forme : il existe deux techniques fondamentales de taille pour sculpter la pierre ou le bois : la taille directe, sans croquis préalable ni modèle et qui tient compte de la forme originelle du bloc pour faire émerger une forme imaginée par le sculpteur, et la taille avec mises aux points, qui recopie fidèlement un modèle à partir de mesures exactes.
- L'assemblage (voire l'appareillage[3]) consiste, dans une sculpture, à en assembler les éléments. Cela peut se faire par tenon et mortaise, ou cheville, boulon, rivet, soudage, etc.) dans le même matériau ou dans des matériaux différents (la statue chryséléphantine de Zeus à Olympie était en bois, ivoire, or, etc.). Mais il peut s'agir d'objets divers (naturels ou fabriqués, qu'ils soient neufs, vieux, objets du quotidien, etc.). Ces objets peuvent être assemblés avec des parties obtenue par la taille ou d'autres moyens, comme c'est le cas dans certaines sculptures d'Afrique centrale. Toutes ces parties mises ensemble parviennent à former une sculpture unique, dont la somme dépassera la valeur esthétique des éléments séparés.
- La stéréolithographie, ou prototypage rapide, permet de créer un volume d'après des données informatiques créées ex nihilo ou scannées d'après un modèle réel en trois dimensions[4].
- La sculpture numérique ou virtuelle permet de sculpter un volume virtuel, sans passer par une phase « plan ». Quelques logiciels libres permettent ainsi de modeler un objet virtuel par des fonctions simples permettant d'étirer, creuser, aplatir, lisser, colorer une forme tridimensionnelle, un peu comme on le ferait avec de la pâte à modeler (Sculptris[5] par exemple), sur ordinateur. Une imprimante 3D permet éventuellement de la transformer en objet réel.

Représentation :
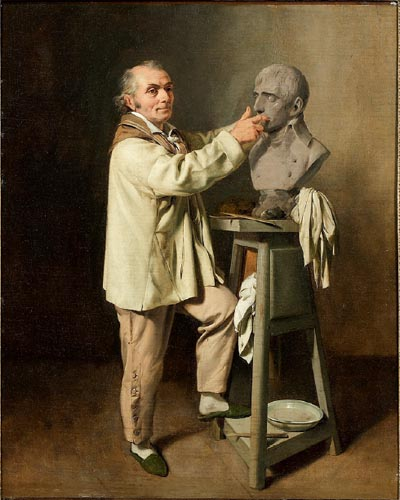
Le modelage : Jean-Antoine Houdon modelant le buste de Bonaparte Premier Consul, vers 1802-1803. Boilly Louis Léopold (1761-1845), huile sur toile.
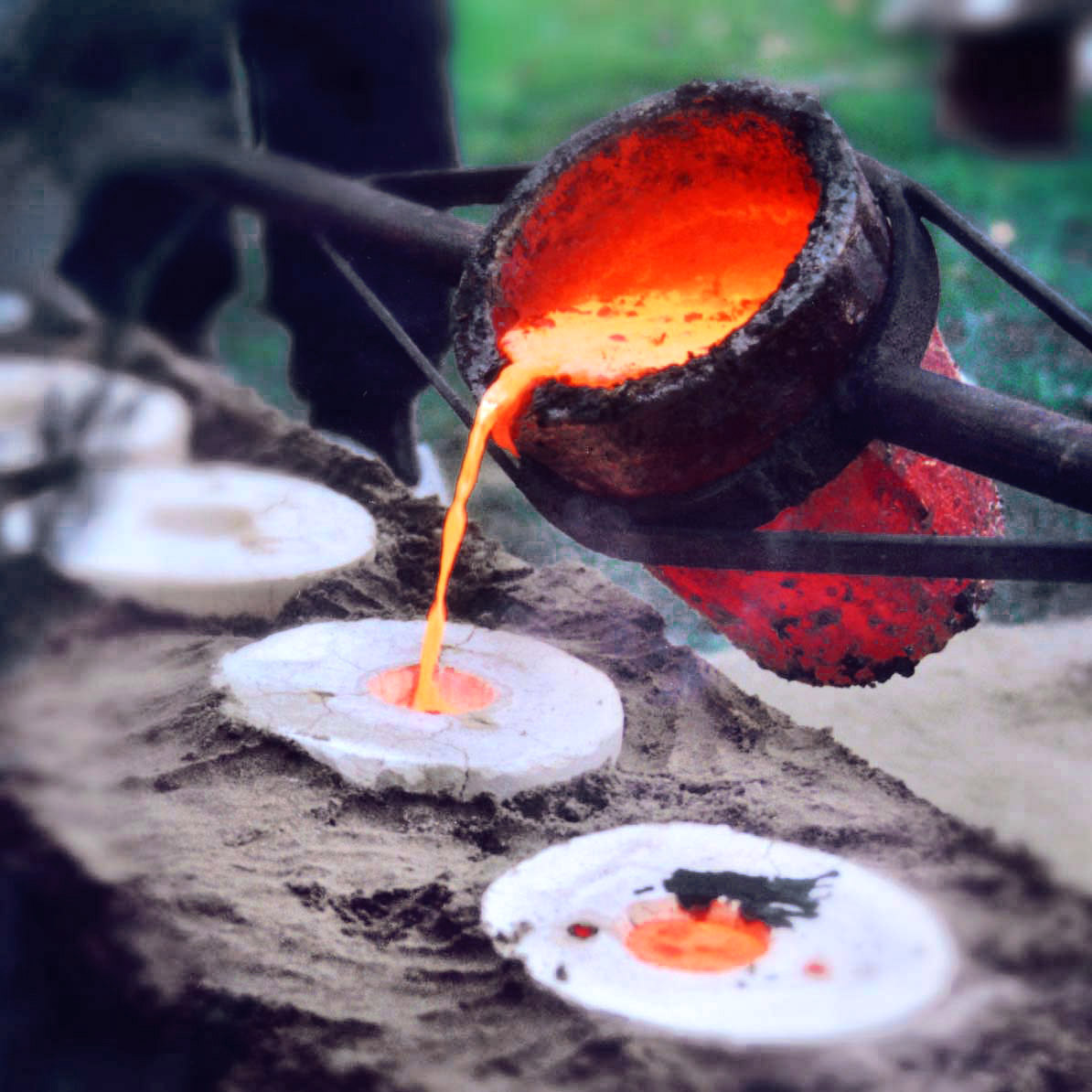
La sculpture en bronze nécessite une fonte du métal à 1 200 °C pour être coulé dans un moule.
Psyché ranimée par le baiser de l'Amour d'Antonio Canova constitue une des prouesses de la taille du marbre.
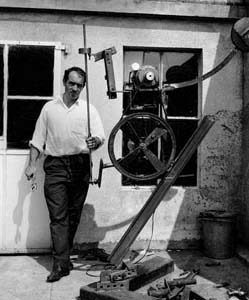
L'assemblage : Jean Tinguely devant son atelier avec un assemblage en cours. 1963.

### Matériaux

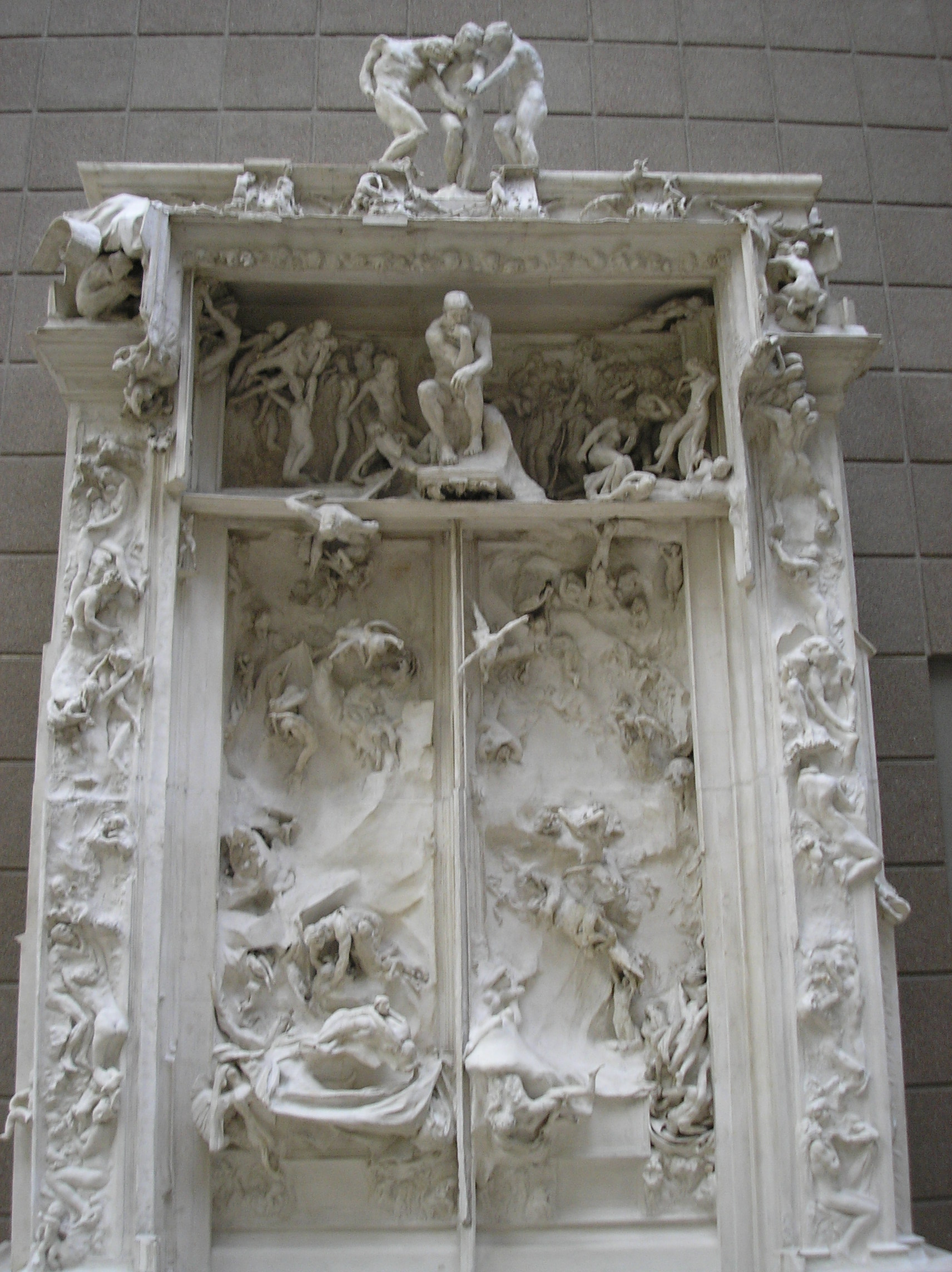
Porte de l'Enfer, Rodin, entre 1880 et 1917, haut-relief en plâtre. H. 6.35 x L. 4. x P. 0.94 m.

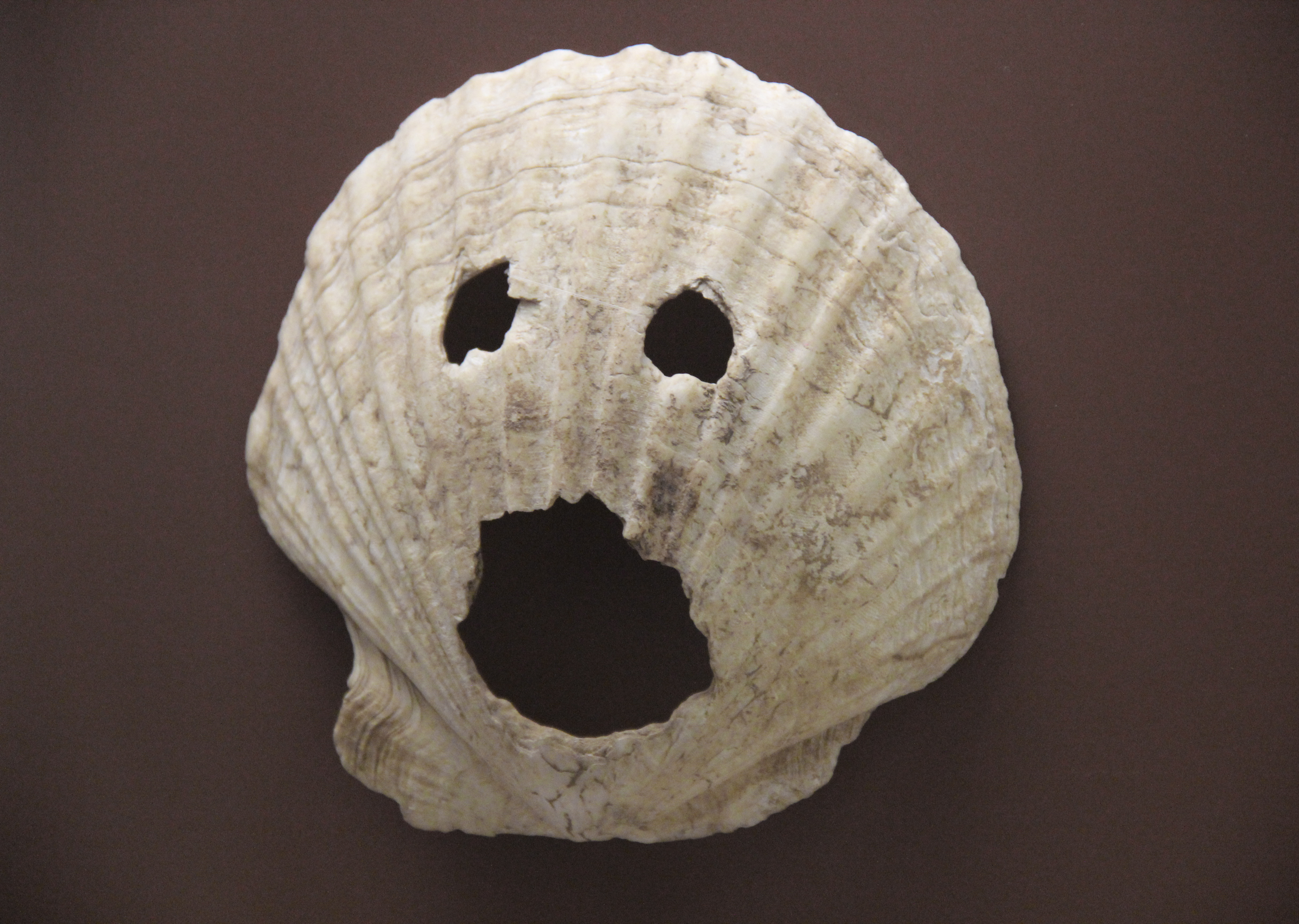
Petit masque en coquille préhistorique coréen de Tongsam-dong.

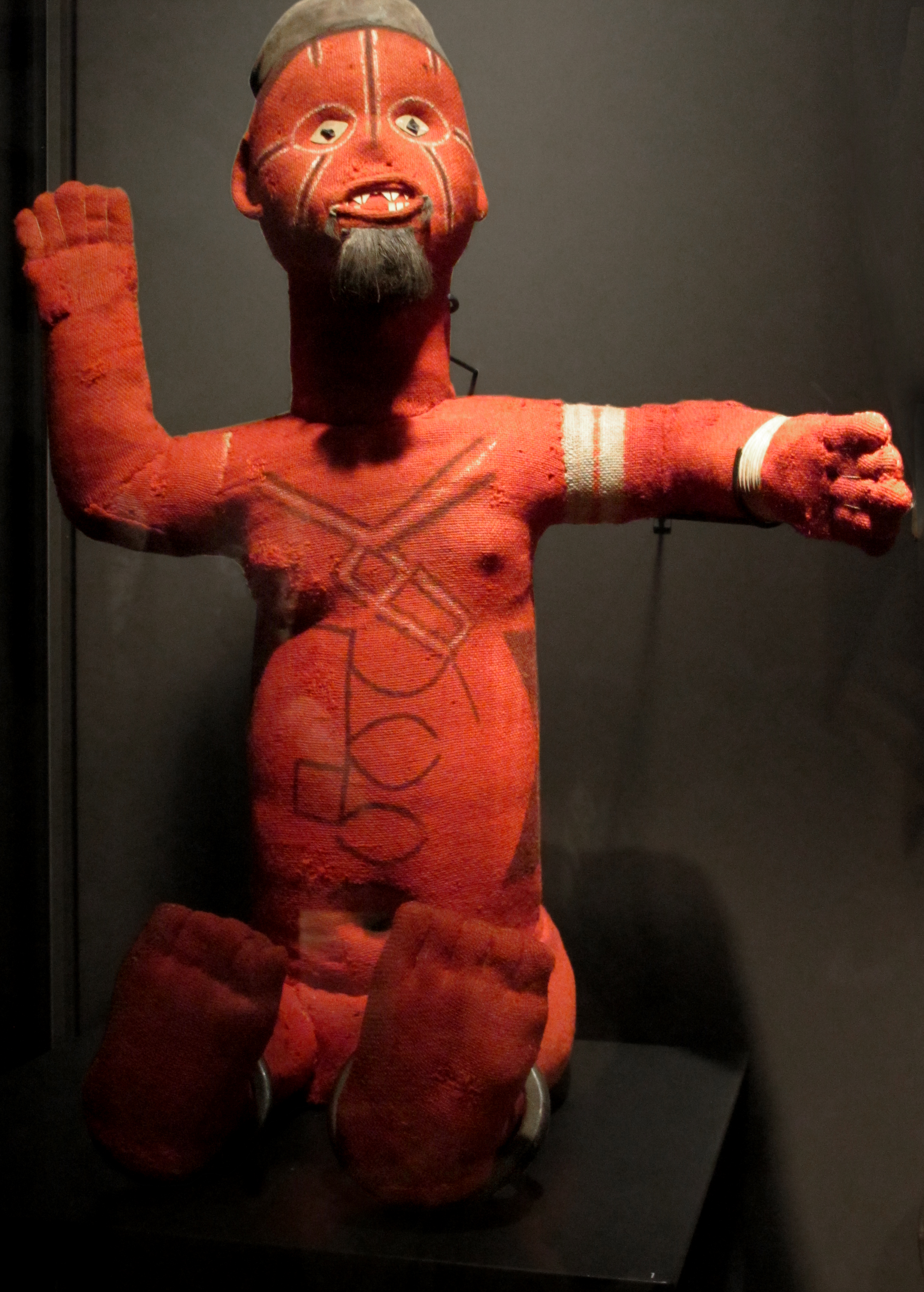
Muziri, population bembe, plateaux de la vallée du Niari. République du Congo. Matériaux : tissus, rotin, fibres végétales, laiton, poils et pigments. H. 80 cm env. Muséum d'histoire naturelle de La Rochelle.

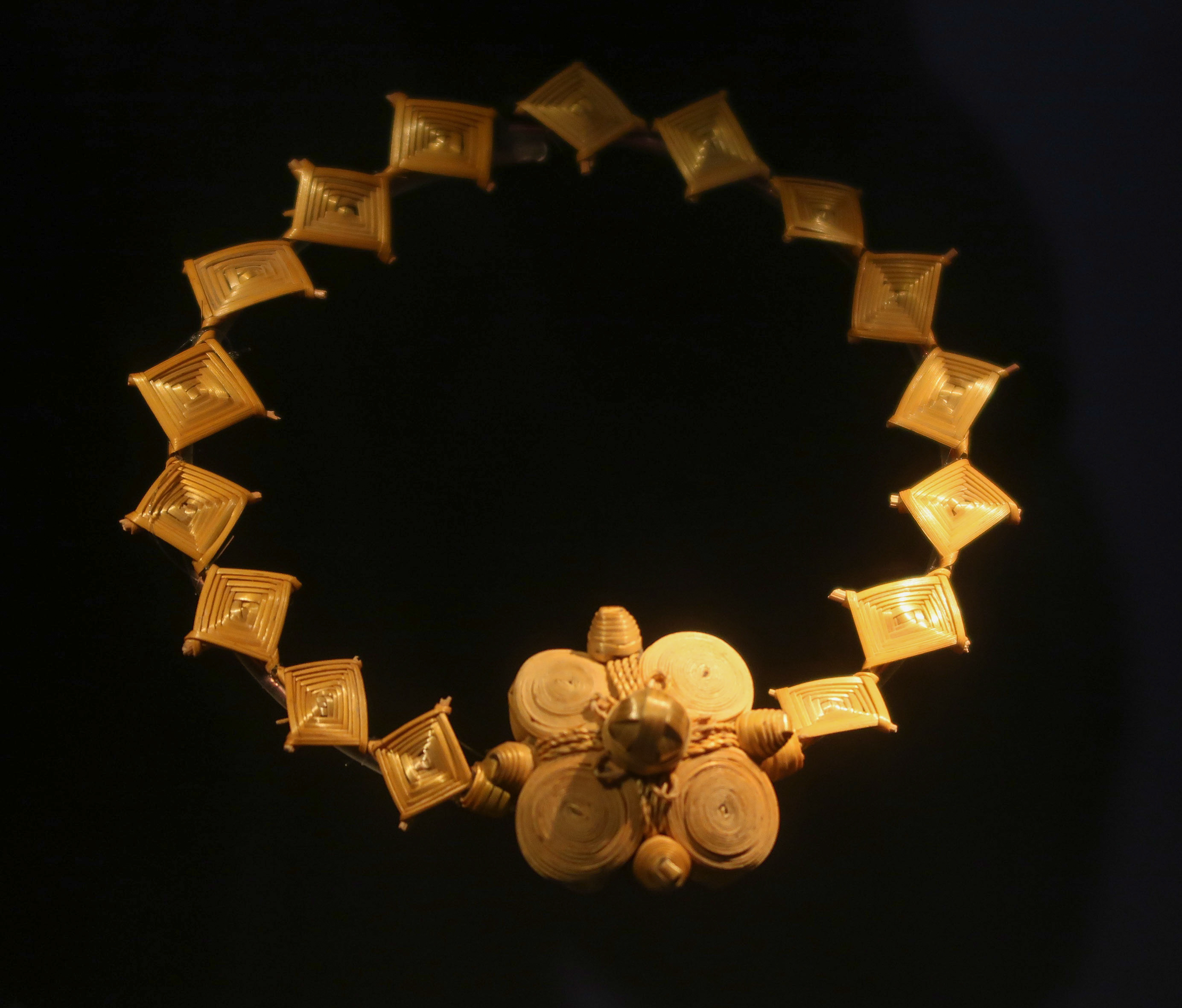
Fragile collier Songhaï composé de paille, cire d'abeille et fil de coton.

Les matériaux utilisés en sculpture nécessitent un savoir-faire plus ou moins simple à acquérir. La terre, que l'on peut aisément modeler, le bois tendre que l'on peut tailler sans trop d'effort sont certainement les plus employés. Mais n'oublions pas les matériaux qu'emploient les enfants, le sable des châteaux de sable, les poupées de chiffon ou les petits objets en pâte à sel, en pâte à modeler ou en pâte Fimo, aujourd'hui. Certaines de ces sculptures seront éphémères, en sable, mais aussi celles réalisées avec des fruits comme la courge d'Halloween. D'autres restent fragiles, comme la terre sèche, même additionnée de fibres, ou certains coquillages simplement usés.
Le tressage de matières végétales fibreuses permet des réalisations où le degré de technicité peut devenir beaucoup plus élevé. Simplement avec de la paille, qui brille comme de l'or, des jeunes filles Songhaï ont fait leurs superbes colliers, si fragiles, de minuscules sculptures-bijoux. Les matériaux tendres, qui peuvent être usés, peuvent être d'origine animale comme l'os et l'ivoire, ou végétale comme le bois, avec des essences plus ou moins dures, ou, au contraire, flexibles et aisément assemblées entre elles ou à d'autres matières, fibres, plumes, fleurs et feuilles.
La couleur naturelle des matériaux est souvent couverte partiellement ou totalement par d'autres couleurs, éventuellement sur un enduit qui transforme l'aspect de surface d'un matériau. Le bois pouvant être imprégné de matières minérales colorées qui le protègent des insectes, après un long séjour dans la terre.
Le plâtre a été utilisé dès l'Antiquité pour le moulage. Les Romains de la République conservaient ainsi une galerie d'ancêtres par l'empreinte de leurs visages. Ce qui a donné lieu, sous l'Empire, à leur transposition dans des matériaux luxueux, marbres divers, qui ont soulevé l'indignation des contemporains. Rodin a fait un usage particulièrement créatif du plâtre. La Porte de l'Enfer en est un excellent exemple. Le plâtre reste une matière relativement fragile.

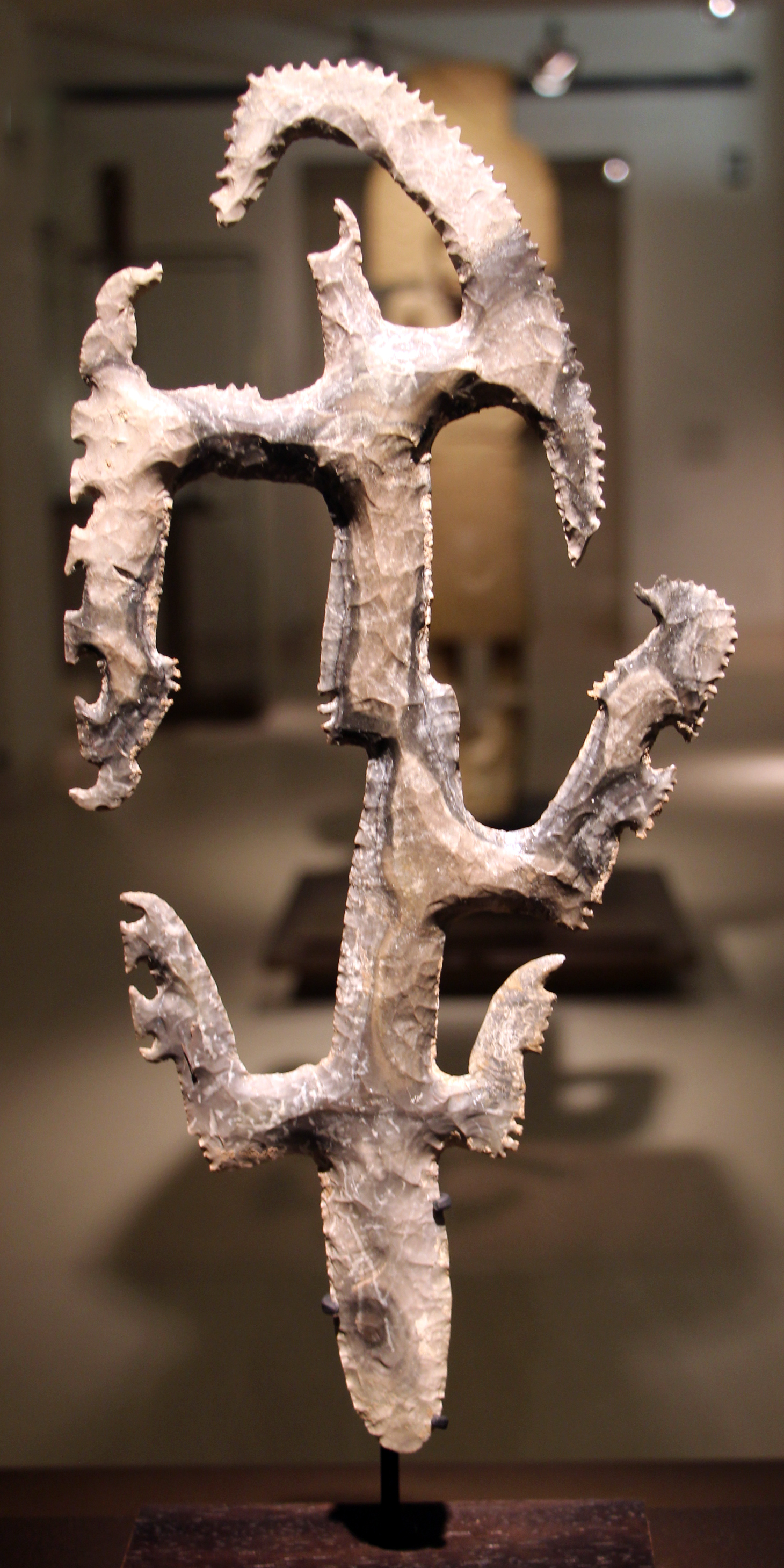
Symbole du pouvoir royal appelé excentrique, silex. Maya, période classique récente,.

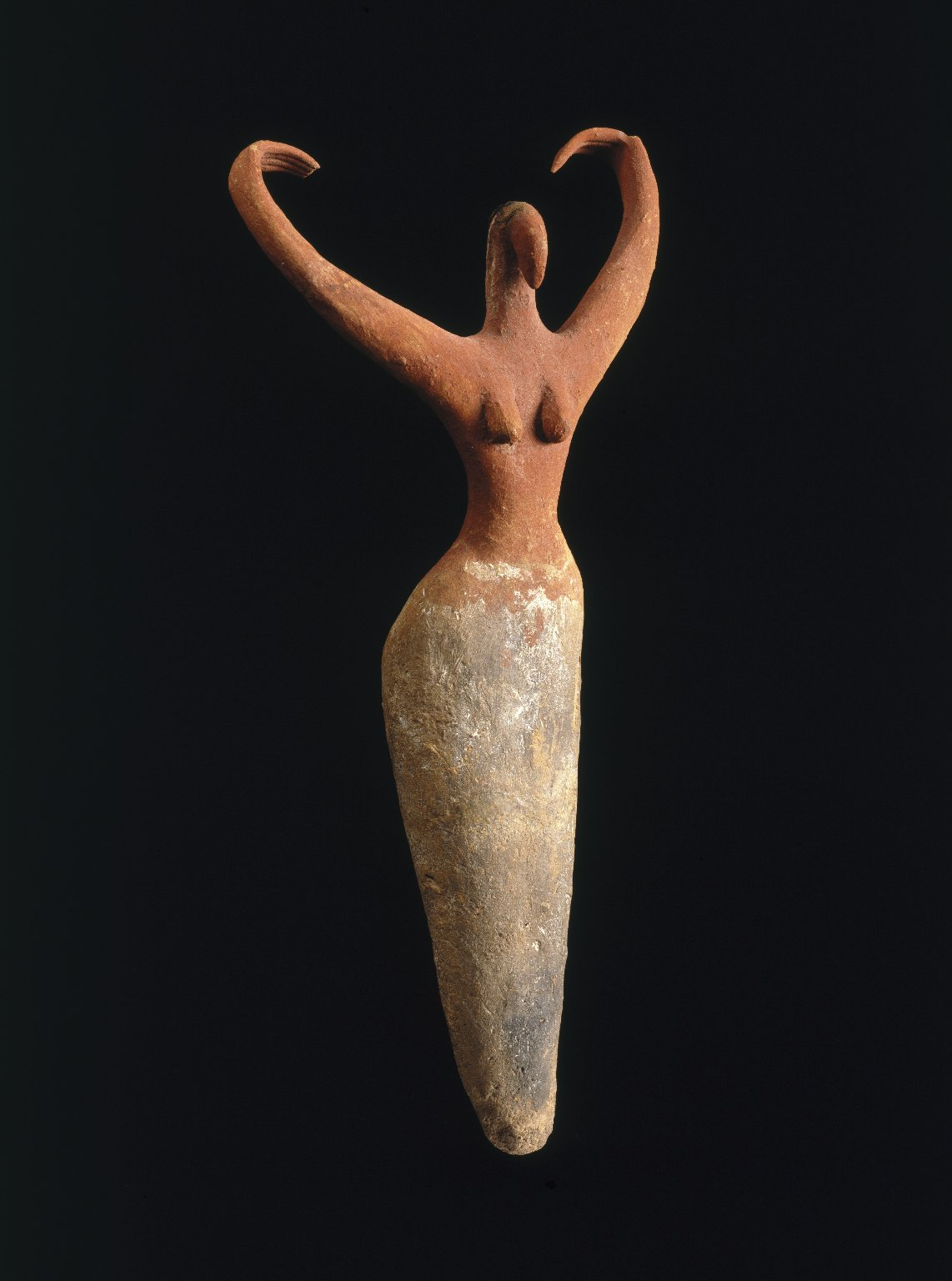
« Danseuse » néolithique de Haute-Égypte. Nagada. Terre cuite peinte.

Sous des climats très secs, comme dans les oasis du Xinjiang, ou dans des lieux maintenus à l'abri de l'humidité, comme à l'époque de Nara au Japon, dans les bâtiments bouddhistes, ou dans des ateliers d'artistes occidentaux la terre crue, ou terre sèche, a longtemps été retenue pour certaines sculptures. Mais elle reste très fragile.
Enfin certaines sculptures ont été réalisées pour durer. La terre cuite, qu'elle serve en poterie utilitaire aux formes recherchées et ornées ou pour des usages autres, comme une certaine « danseuse » néolithique de Haute Égypte, mondialement célèbre. La nature des ingrédients dont on compose la terre avant cuisson, le travail de préparation, le revêtement (la glaçure, l'émail) et surtout la température de cuisson elle-même, ont fait l'objet d'une recherche très méthodique en Chine pour aboutir à des grès (céramique) puis à la porcelaine, d'une résistance remarquable. Les mingqi chinois peuvent prendre toutes les formes, habitations, figurines, objets, êtres fantastiques. Les pierres les plus dures, les plus vitreuses, comme le jade, étant les plus difficiles à travailler, leur travail relève de la prouesse de personnes possédant un savoir hautement spécialisé et pouvant y consacrer leur vie. Ces matériaux sont donc, pour une part, d'origine minérale, pierre calcaire, grès, marbre, granite, quartzite, etc. et quelques-uns ont une très longue histoire, les silex, par exemple ont fait l'objet d'un travail inouï qui en fait de véritables sculptures. Les excentriques en silex maya en sont un bon exemple. Mais le plus ancien dépôt funéraire, néandertalien (Sima de los Huesos, Espagne), est « tout simplement » un magnifique biface en quartzite rouge et jaune de 500 000 ans. C'est probablement la nature et la couleur du matériau qui lui ont donné toute sa valeur.
Les arts du métal se sont développés très tôt avec l'or, puis le cuivre (on parle de culture chalcolithique), travaillés par martelage et fonderie. Le bronze, comme l'étain, a bénéficié de différentes méthodes de moulage, à la cire perdue ou avec des moules nombreux, comme en Chine. Ils font l'objet d'un travail secondaire de retouche, d'assemblage et de polissage. D'autres matériaux, aussi, font l'objet de moulage. Ainsi le ciment ou le béton, mais ces matériaux peuvent également être travaillés en taille directe dans la période de prise. L'acier est beaucoup plus utilisé que l'aluminium en raison des problèmes techniques propres à la soudure de l'aluminium. Le sculpteur Richard Serra a largement utilisé la qualité des métaux qu'il utilise, comme de gigantesques plaques d'acier Corten, ou des configurations mettant en œuvre les propriétés du plomb, pour en faire éprouver « physiquement » la sensation de poids au spectateur.
Le textile est utilisé sur des statuettes en bois, souvent peintes, depuis l'Antiquité. Les statuettes funéraires égyptiennes en ont préservé quelques exemplaires, alors que le XIVe siècle, en Italie, en voyait l'usage constant dans les innombrables ex-voto sculptés, portraits en pied ou même équestres qui étaient encore d'usage à l'époque de Donatello. Plus récemment, l'artiste Robert Morris a utilisé le mouvement naturel d'un feutre très épais, découpé, retombant sous son poids pour générer des formes sensuelles.
La sculpture moderne et contemporaine utilise encore ces matériaux, mais également le verre et les miroirs, des matériaux bruts, la glace et l'eau, les cristaux liquides et d'autres matériaux fabriqués par l'homme, tels que les matières plastiques, et en particulier les PMMA (polymétacrylate de méthyle) connus sous des noms déposés comme Plexiglas ou Altuglas, ainsi que n'importe quel objet trouvé. Le papier mâché est également un matériau extrêmement économique, et les techniques de réalisation de sculptures avec ce matériau sont simples à mettre en œuvre.
L'utilisation du chocolat n'est pas exclue. Par ailleurs, le monde de la cuisine se plaît à créer ce qui ressemble à de la sculpture, par jeu.
Dans ses derniers écrits, Joan Miró affirmait qu'à l'avenir, on pourrait imaginer des sculptures utilisant les gaz comme matériaux. Lui faisant écho, Louis Leygue, dans son discours de réception de Nicolas Schöffer à l'Académie des beaux-arts, définissait ainsi la sculpture :

« La sculpture peut se réaliser selon trois procédés : celui qui consiste à prélever la matière dans un bloc compact, celui qui consiste à façonner une matière molle pour créer des formes, enfin celui qui consiste à fabriquer ce que l'on veut réaliser. »

On assiste ainsi, avec la multiplication des musées et des publications savantes, à une redécouverte de matériaux oubliés au fil des siècles.
Si certains métaux, comme l'or, ont fasciné les hommes c'est que cette matière jouait avec la lumière. Le poli idéal que recherchait Brancusi se joue aussi de la lumière dans les photographies qu'il a réalisées de ses propres sculptures. La lumière est une qualité de certains « matériaux ». De même, lorsqu'un sculpteur réalise une fontaine, l'eau est partie prenante des « matériaux » avec lequel il doit travailler, et même le mouvement qui est donné à l'eau. Le mouvement est alors une qualité du matériau « eau ». Jean Tinguely a su introduire le rapport entre ses assemblages d'objets de rebut, leurs mouvements heurtés et l'eau en mouvement avec les sons que la sculpture produit.
Après László Moholy-Nagy (Modulateur Espace Lumière, 1929), Nicolas Schöffer et bien d'autres artistes tels Marta Pan, ont été intéressés par les rapports de l'architecture et de la sculpture. Les deux premiers considérant la lumière comme un matériau autant que le mouvement. Marta Pan a réalisé ainsi des sculptures monumentales intégrées dans l’architecture des espaces publics et urbains, comme La Perspective dans le parc des Sources de la Bièvre à Guyancourt. Nicolas Schöffer souhaitait réaliser une « Tour Lumière Cybernétique » en 1963, en interaction avec le quartier de La Défense, à Paris. L'espace, dont la qualité est d'être habité, pour Nicolas Schöffer, est un matériau au même titre que le mouvement qui anime ses sculptures.

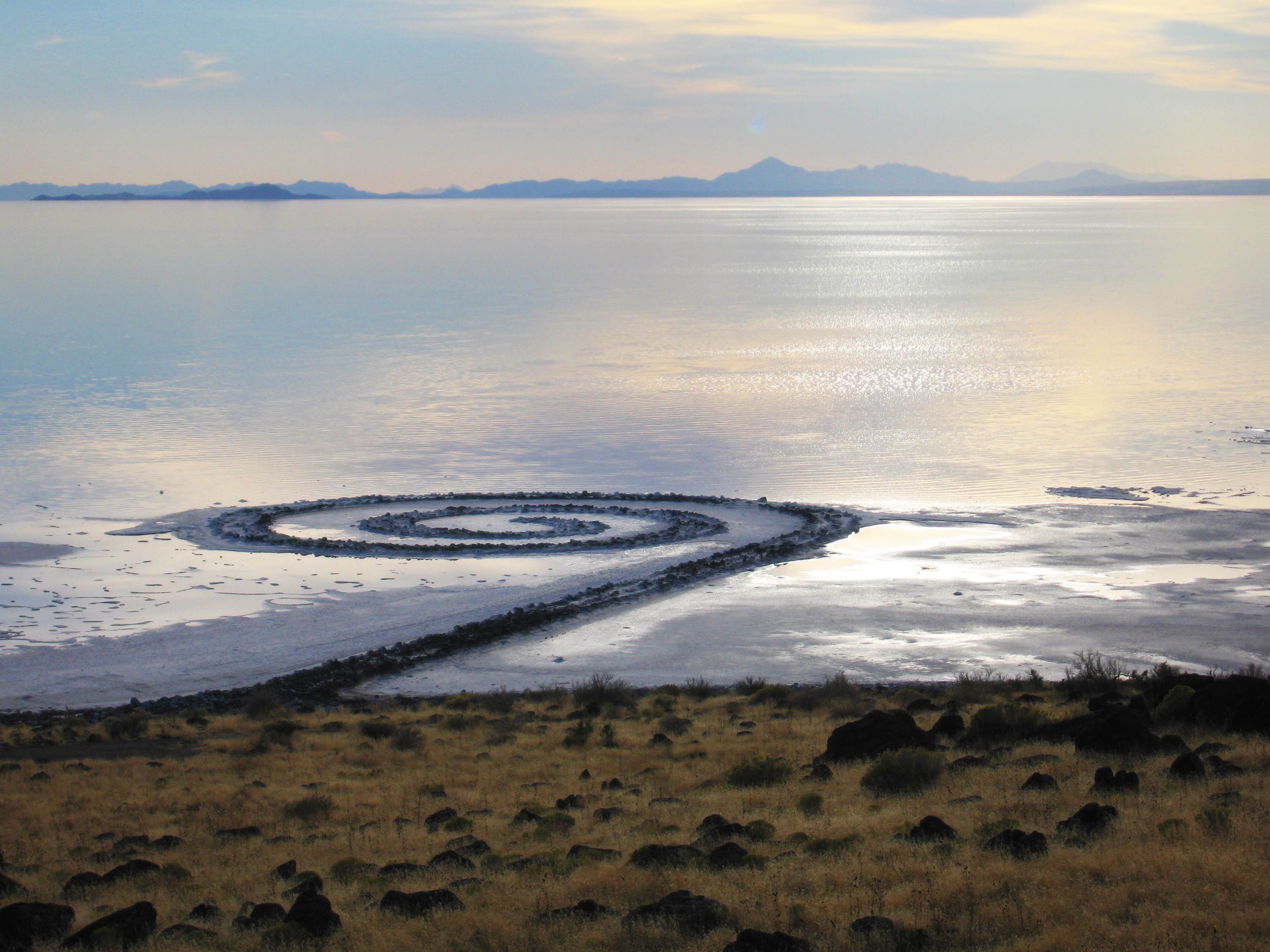
Photographie de Spiral Jetty, le 11 janvier 2004, à 7 h du matin. Le basalte y apparait d'autant plus noir.

Les artistes du Land art ont, pour leur part, souhaité sortir des galeries d'art et des musées, avec les conventions et contraintes que cela supposait, tout en réalisant ou en nous montrant des « sculptures » qui rompent avec les traditions récentes. Les « matériaux » sont, ici, nombreux : matériaux naturels, comme la spirale en remblai de basalte / le Grand Lac Salé, dans Spiral Jetty de Robert Smithson (1970) où la dimension du temps est essentielle. Tandis que pour James Turrell, c'est encore la lumière, naturelle, dans des espaces généralement construits en pleine nature (le Roden Crater). L'échelle, souvent monumentale de ces sculptures, prend en compte le paysage où les œuvres s'inscrivent, et la dimension temporelle sur de longues durées : la spirale, en basalte noir, de Robert Smithson, était pensée comme soumise aux fluctuations du lac, la spirale noire se borde alors de sel blanc, jusqu'à sa disparition dans les eaux salées, pendant les périodes de hautes-eaux, et sa réapparition, toute blanche, quelques années plus tard.
Pour Dominique Gonzalez-Foerster, la littérature, le cinéma, la musique sont des matériaux qu'elle utilise comme avec des ciseaux, en sélectionnant des fragments pour ses installations. Il faut alors considérer qu'avec des réalisations comme celles de Brancusi et de Robert Smithson, « à la jonction de l'immobilité et du mouvement », la sculpture est à envisager dans un « champ élargi », selon l'expression retenue par Rosalind Krauss et où l'installation a sa place.
Ainsi, des sculpteurs contemporains ont ouvert la voie à des recherches nouvelles, associant des matériaux traditionnels à d'autres après réflexion sur leur pratique et sur l'histoire que leur en proposaient les musées, les manuels d'histoire de l'art et les archéologues. Pour d'autres ce furent les nouvelles technologies, les nouveaux matériaux et jusqu'aux « hautes technologies » qui leur offrirent de nouveaux matériaux.
La réflexion sur la création contemporaine amène certains à une position radicalement opposée à ce qu'ils jugent comme des « dérives » encouragées par d'importants mécènes. Lesquels considèrent comme sculpture des créations qui soulèvent de vifs débats, en raison du choix des soi-disant « matériaux » mis en œuvre. Ainsi, une œuvre de Damien Hirst — artiste célèbre dans les années 1990 et qui réalisait des installations où il traite du rapport entre l'art, la vie et la mort — est composée d'une vitrine dans laquelle un véritable veau, avec un disque d'or entre les cornes, est conservé dans du formol. Des références culturelles nombreuses sont sollicitées, entre autres les références aux dieux de l'Égypte ancienne, le dieu taureau Apis, la déesse Hator et Isis. Les débats suscités par cette œuvre semblent indiquer que tout ne peut pas être considéré comme « matériaux » pour certains. Se poserait alors la question, à propos des « matériaux » artistiques, de la permanence de tabous dans les sociétés contemporaines, qu'il faudrait bien prendre en compte si l'on considère qu'une œuvre s'adresse à des publics.

### Formes
On distingue deux grandes catégories de sculptures : le relief et la ronde-bosse.

#### Relief

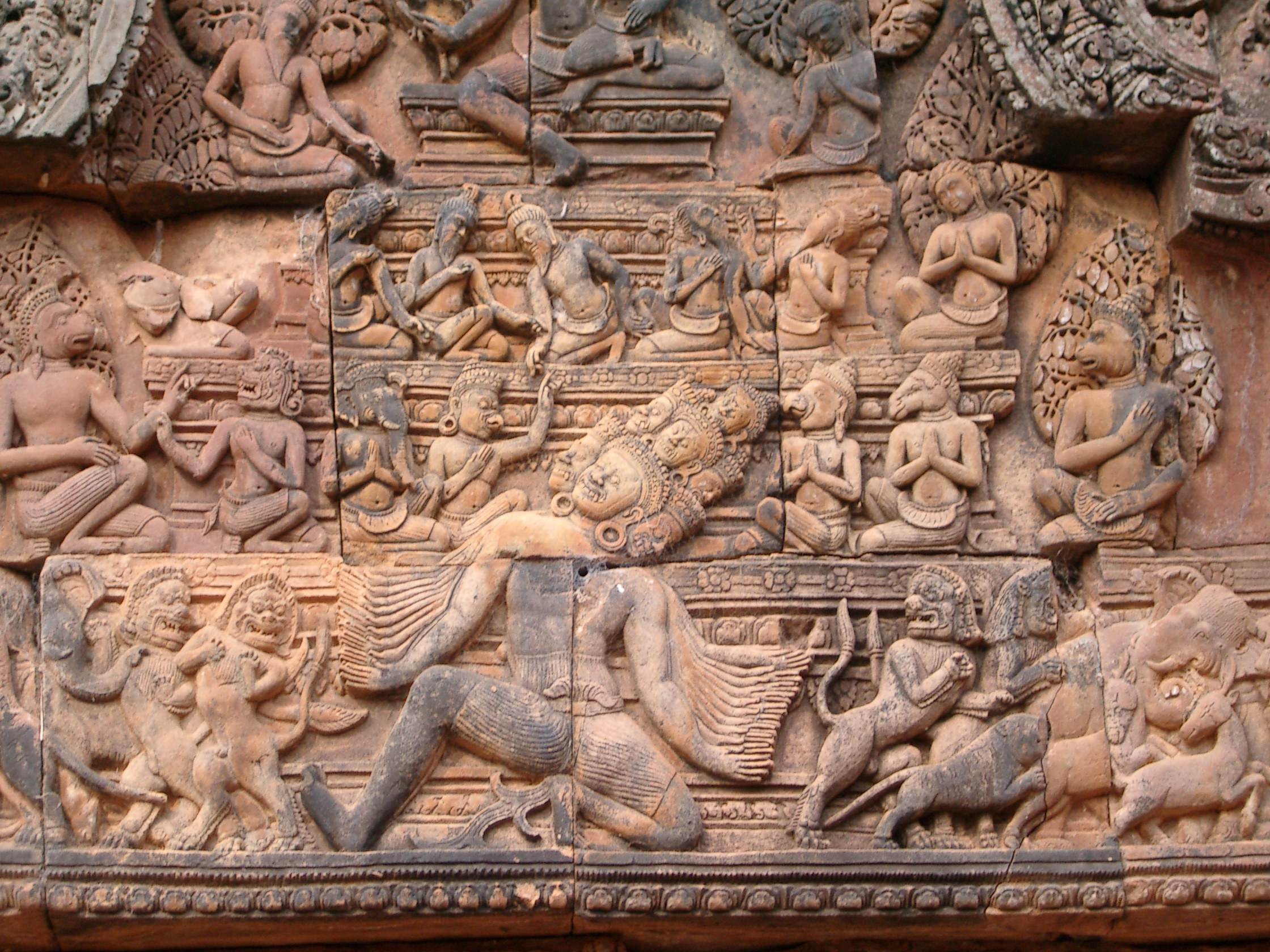
Bas-relief sculpté dans des blocs de grès rose réappareillés (art khmer)

Le relief est une sculpture qui demeure attachée à un arrière-plan, se dressant hors de cet arrière-plan. Selon le degré de projection des figures au-dessus du plan, les reliefs sont qualifiés différemment : le relief écrasé (stacciato relievo) : dont le relief est très faible. Les contours des figures sont finement incisés (ex. : certains reliefs assyriens).
- Bas-relief (basso-relievo) : l'avancée d'une figure hors du plan est inférieure à la moitié de son volume, sans contre-dépouille. Le moyen ou demi-relief (mezzo-relievo) : l'avancée de la figure hors du plan est égale ou légèrement supérieure à la moitié de son volume, avec parfois de légères contre-dépouilles.
- Haut-relief (alto-relievo) : les formes sont quasiment complètes (en ce qui concerne leur volume), mais elles restent attachées au fond. Certaines parties (les membres, la tête) sont complètement détachées et en contre-dépouille.
- Intaille : L'intaille est un relief où le sujet est incisé dans l'épaisseur de la surface plane. Celle-ci a été utilisée par les Égyptiens, d'où le nom de « relief égyptien ». Un autre nom de l'intaille est « relief cœlanaglyphique ». Les parties les plus hautes de la figure affleurent à la surface, tandis que leurs contours sont profondément entaillés de façon à accentuer l'impression de volume. C'est en quelque sorte un procédé de gravure.

#### Ronde-bosse

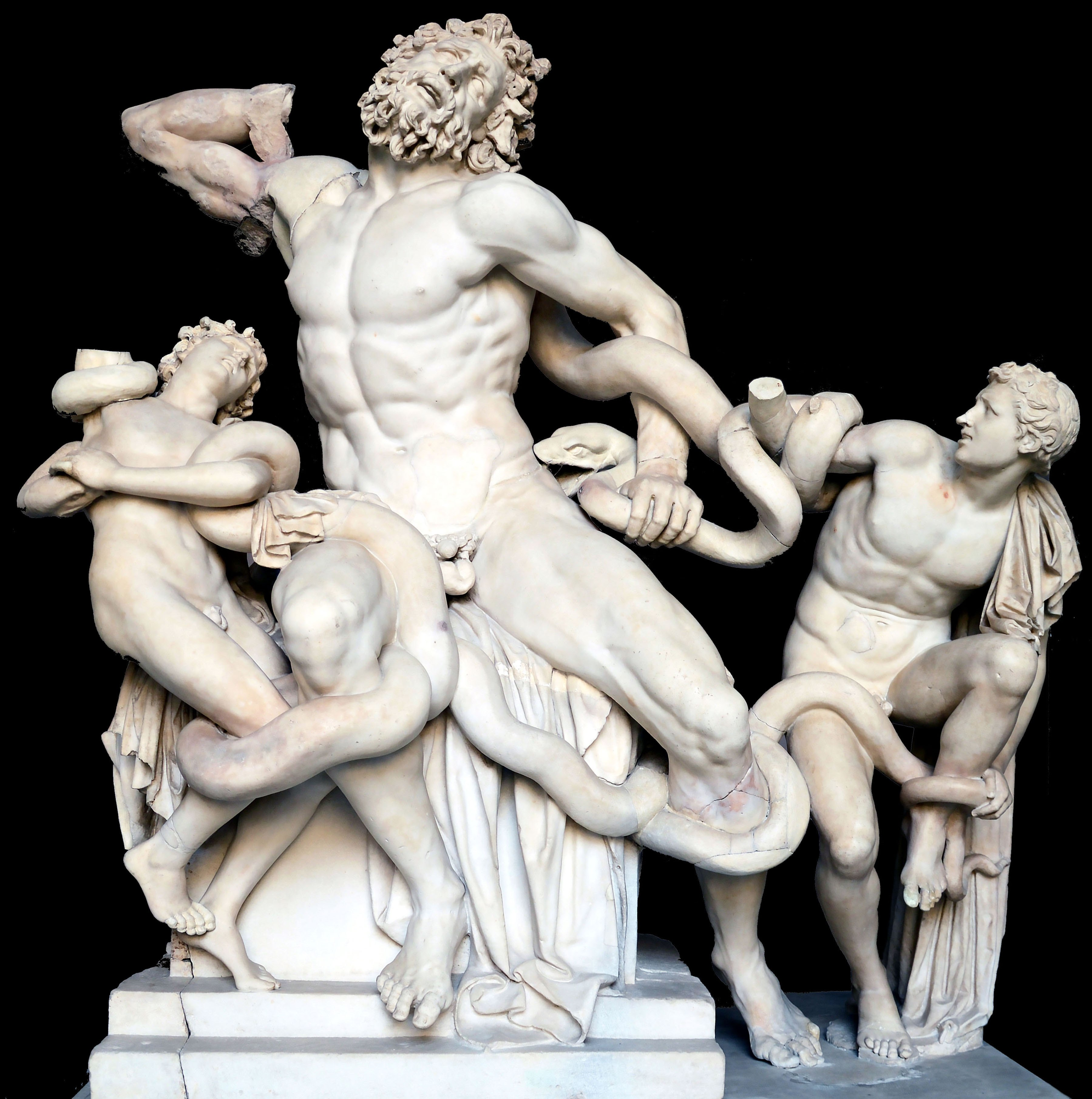
Le groupe du Laocoon, sculpture en ronde-bosse, est un des plus hauts chef-d’œuvre de la sculpture hellénistique.

La ronde-bosse est une sculpture conçue de façon à pouvoir être observée de tous les côtés, ou presque tous les côtés. La ronde-bosse repose souvent sur le sol ou sur un socle. Elle est parfois logée dans une niche.
On remarquera Michel-Ange jouant avec ces deux principes et exécutant des statues dont les personnages émergent du bloc (de marbre) mais pas complètement.

#### Sculpture extrême
Dès le début du XXe siècle, on note chez plusieurs artistes une forte envie de se dissocier du naturalisme, réalisme et l'art figuratif : « Ce n’est pas la forme extérieure des choses qui est réelle, mais leur essence. À partir de cette vérité, personne ne peut exprimer la réalité en imitant la surface externe des choses » (Brancusi).
Si Brancusi est l’incontestable fondateur de la sculpture moderne et le maître de la réduction afin de parvenir à la forme artistique pure, Marcel Duchamp est « l'inventeur » des ready-made.
Brancusi suit, systématiquement, l’esprit primordial et les principes fondamentaux de la forme, la dégageant des aspects éphémères, accidentels ou contingents. Le ready-made est un objet trouvé considéré pour son caractère esthétique comme une œuvre d'art. La « réalisation » d'un ready-made consiste, en effet, à choisir un objet manufacturé et le désigner, donc le définir, comme œuvre d'art. La démarche initiée par Brancusi et Duchamp a donné naissance à une grande partie de pratiques artistiques modernes et contemporaines telles que le non-figuratif, l'assemblage, l'accumulation, l'installation, le in-situ, le Concept Hundertwasser, le Concept Gaudi, le Concept Botarro, et plusieurs autres.

## Sculpture éphémère

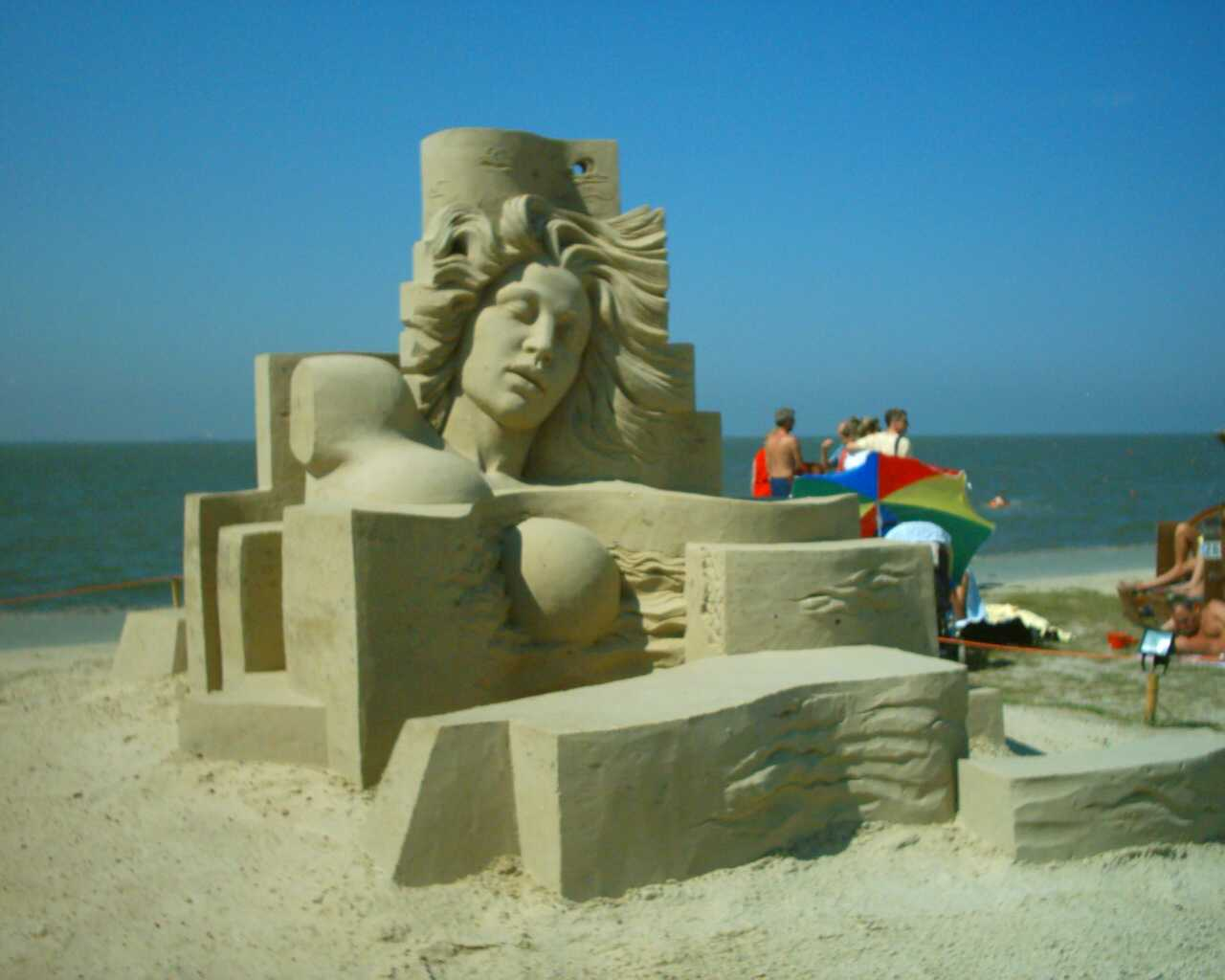
Sculpture de sable, Tossens, Allemagne.

Chaque année, au début de février, se déroule à l'occasion du festival de la neige de Sapporo un grand concours de sculpture sur glace. En France, l'équivalent est le festival de Valloire, et au Québec, celui du carnaval de Québec.
Les sculptures de sable en bord de mer sont souvent éphémères.

## Citations
« La sculpture est comme l’art dramatique, à la fois le plus difficile et le plus facile de tous les arts. Copiez un modèle, et l’œuvre est accomplie ; mais y imprimer une âme, faire un type en représentant un homme ou une femme, c’est le péché de Prométhée. On compte ce succès dans les annales de la sculpture comme on compte les poètes dans l’humanité »

— Honoré de Balzac, La Comédie humaine

## Illustrations

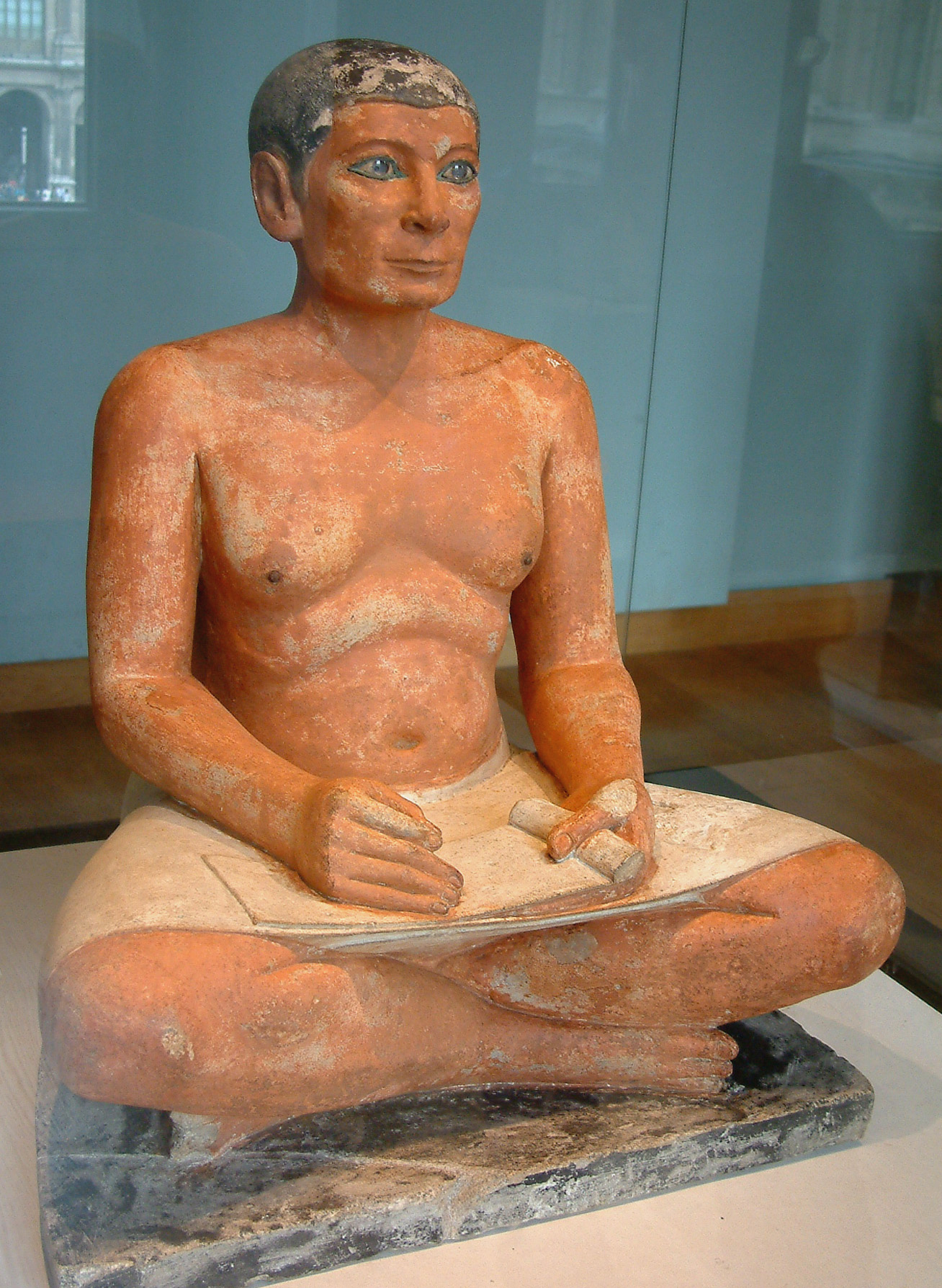
Le scribe accroupi, antiquité égyptienne du musée du Louvre.
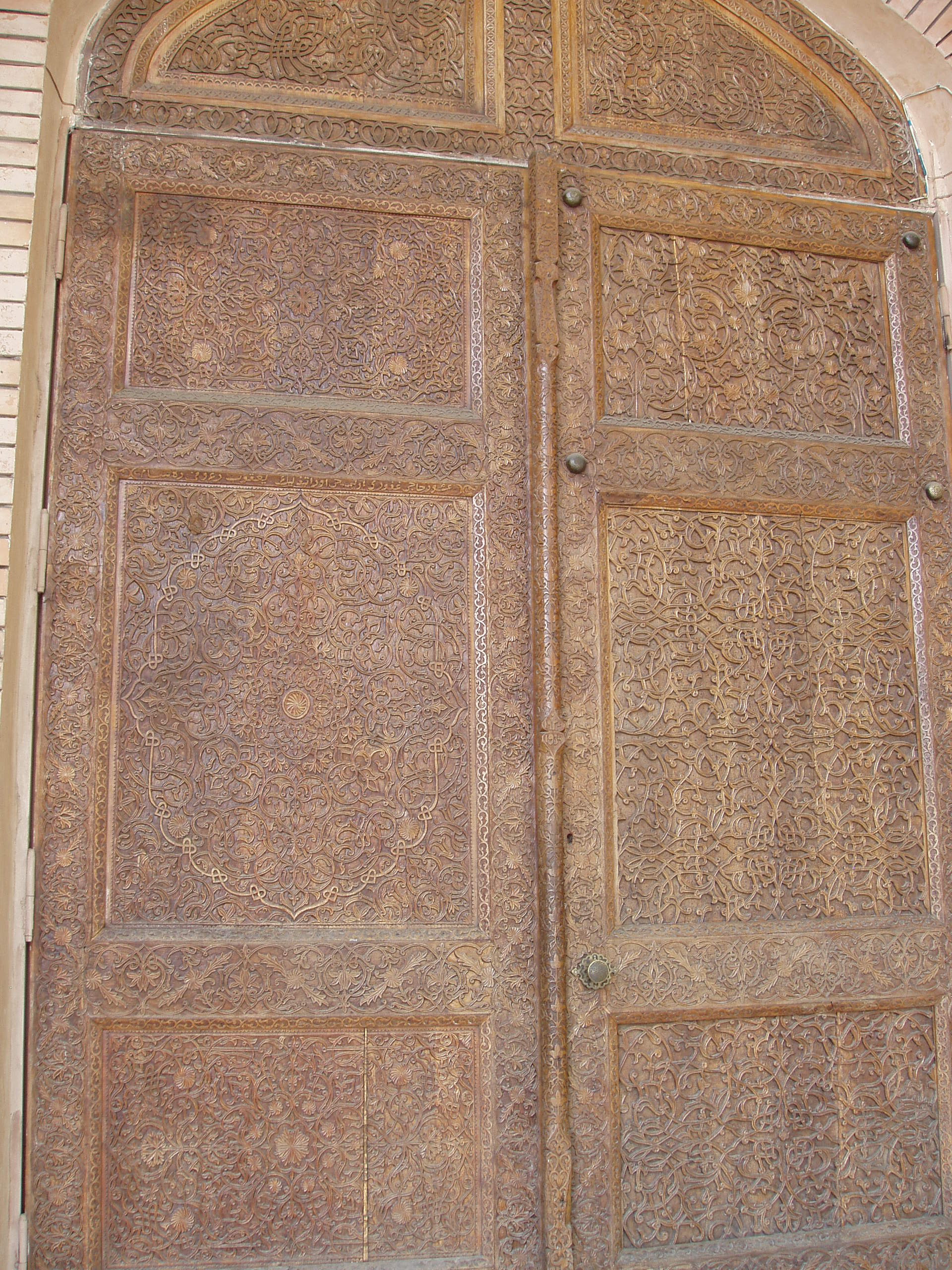
Porte en bois sculpté. Tachkent.
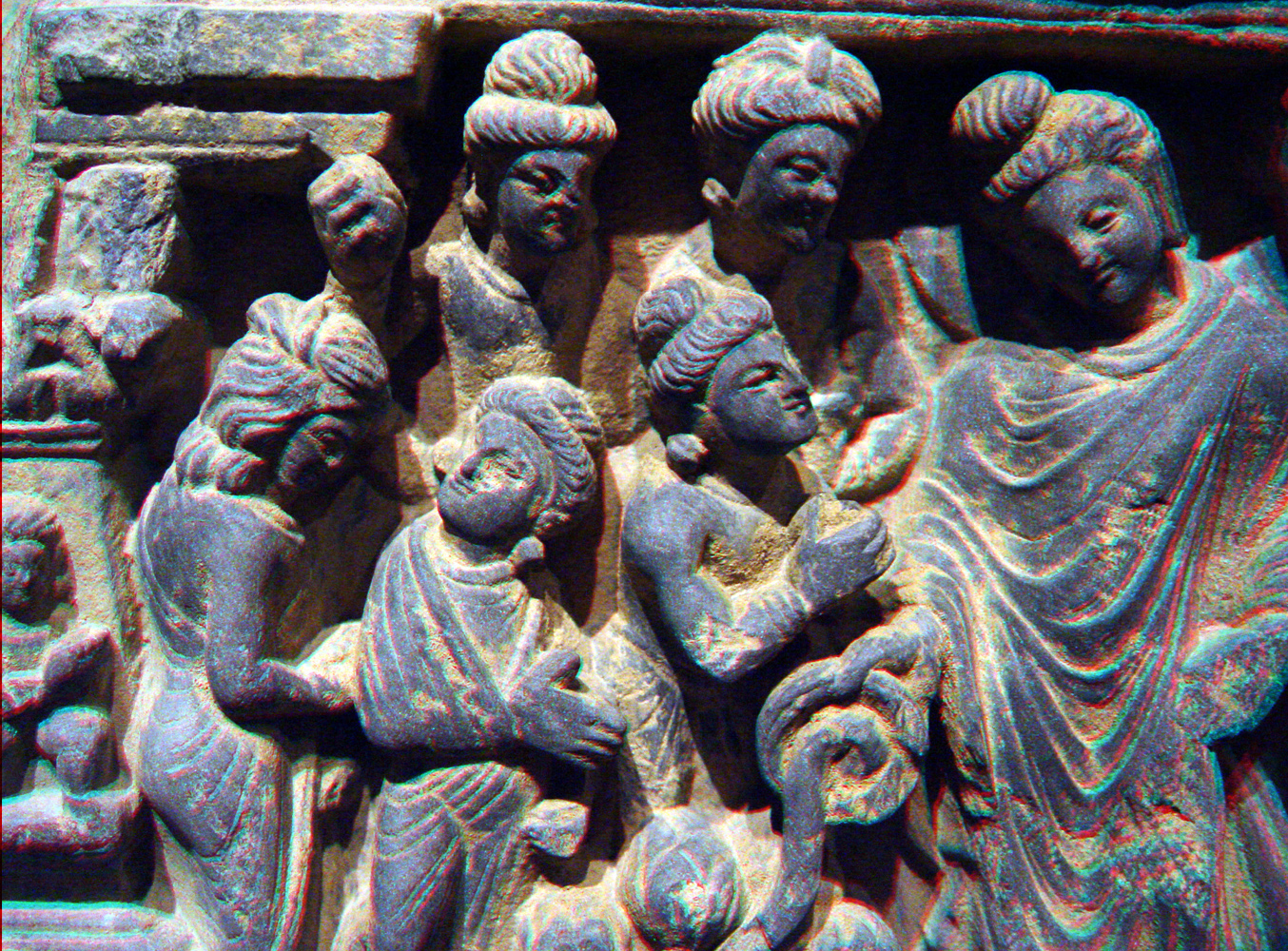
Bas-relief indien bouddhique.
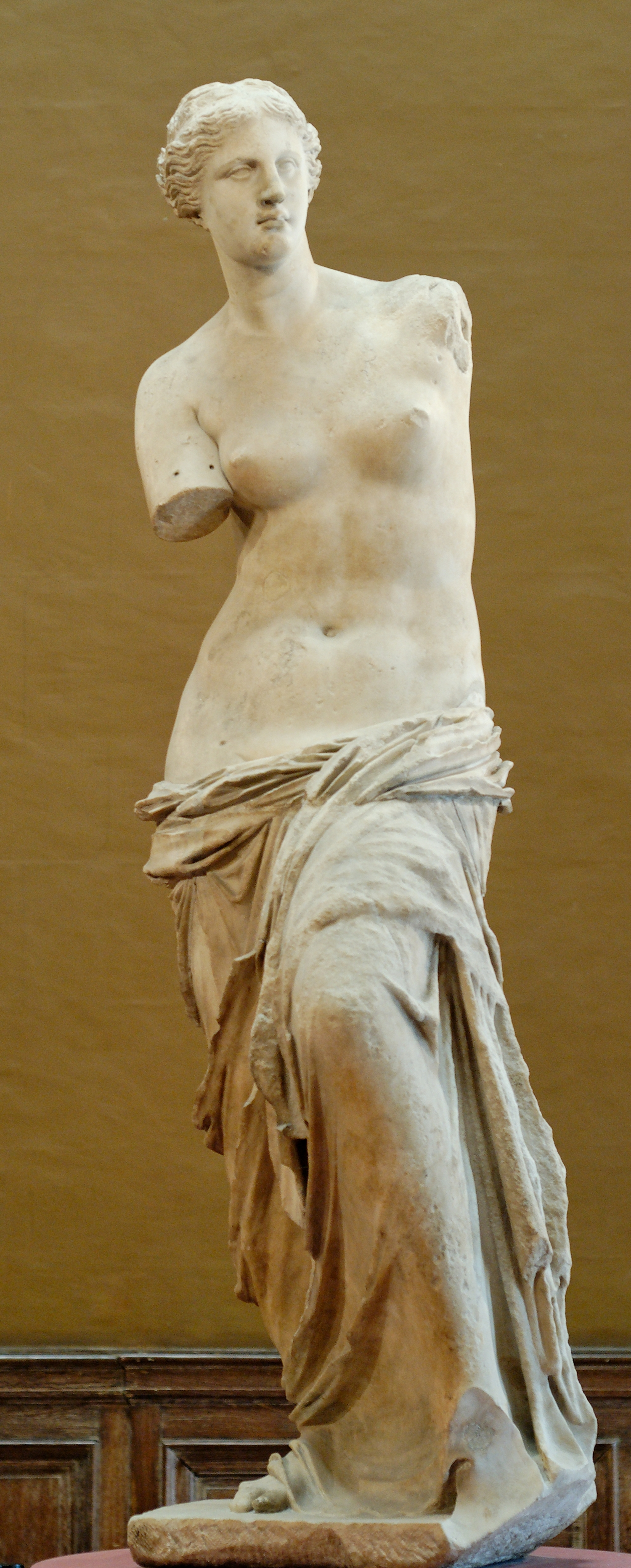
Vénus de Milo, sculpture grecque.
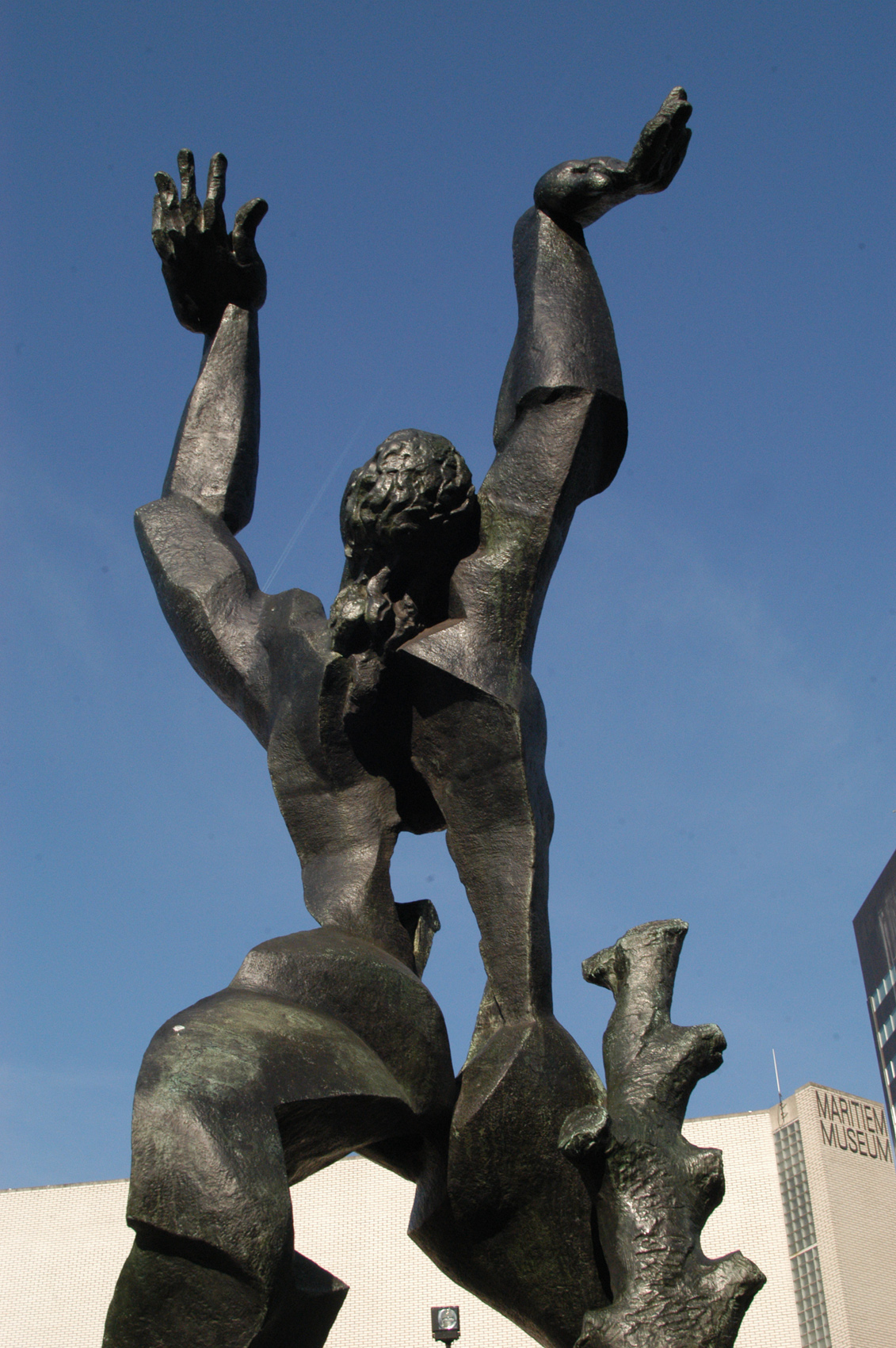
Sculpture en bronze de Zadkine, La ville détruite, 1953, Rotterdam.
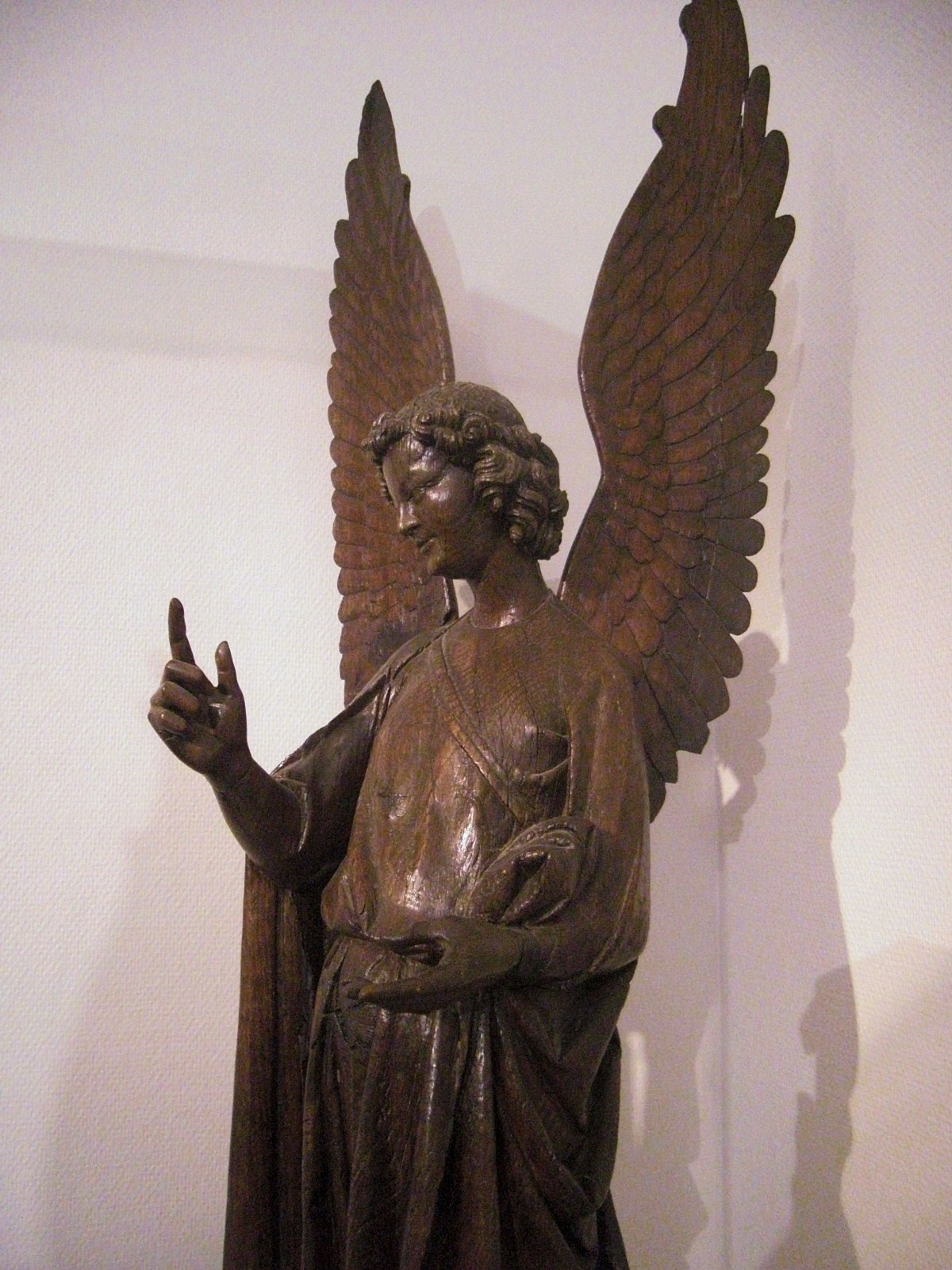
Un des Anges d'Humbert, sculpture gothique en bois du XIIIe siècle, musée des beaux-arts d'Arras.
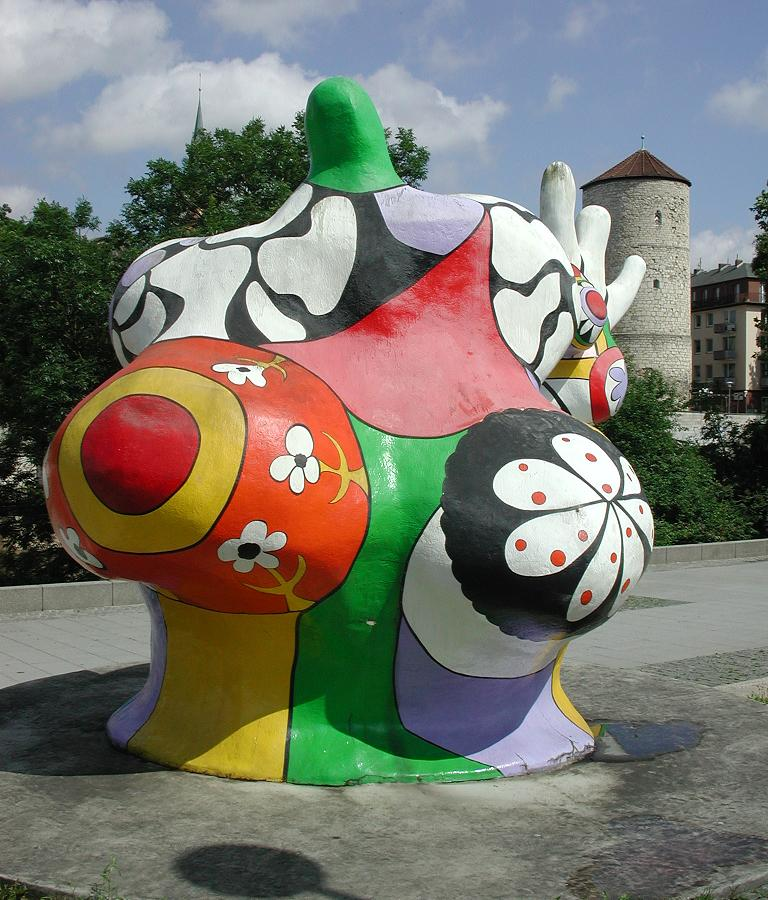
Nanas, 1974, sculpture de Niki de Saint Phalle.
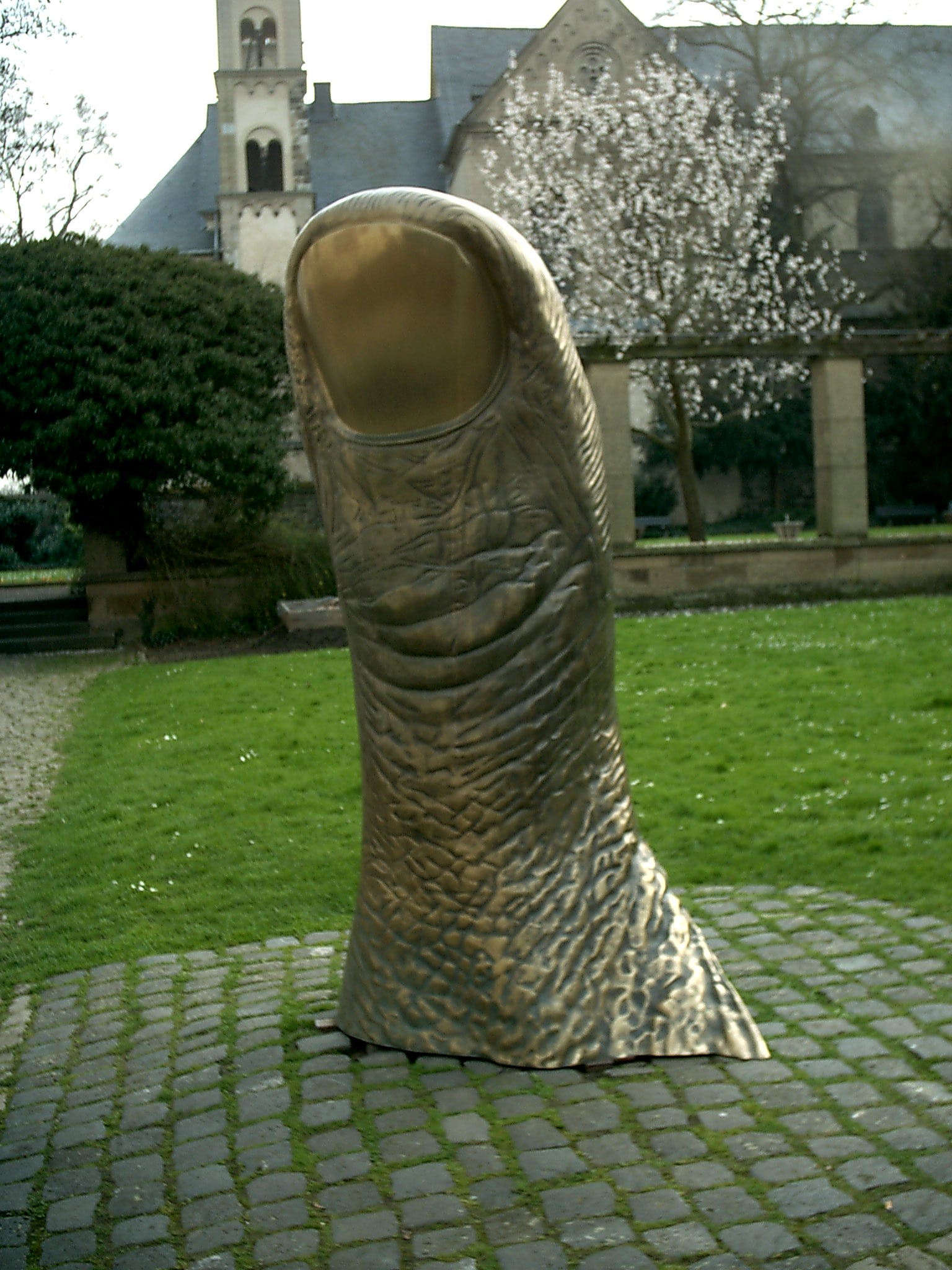
Le pouce, 1963, César.
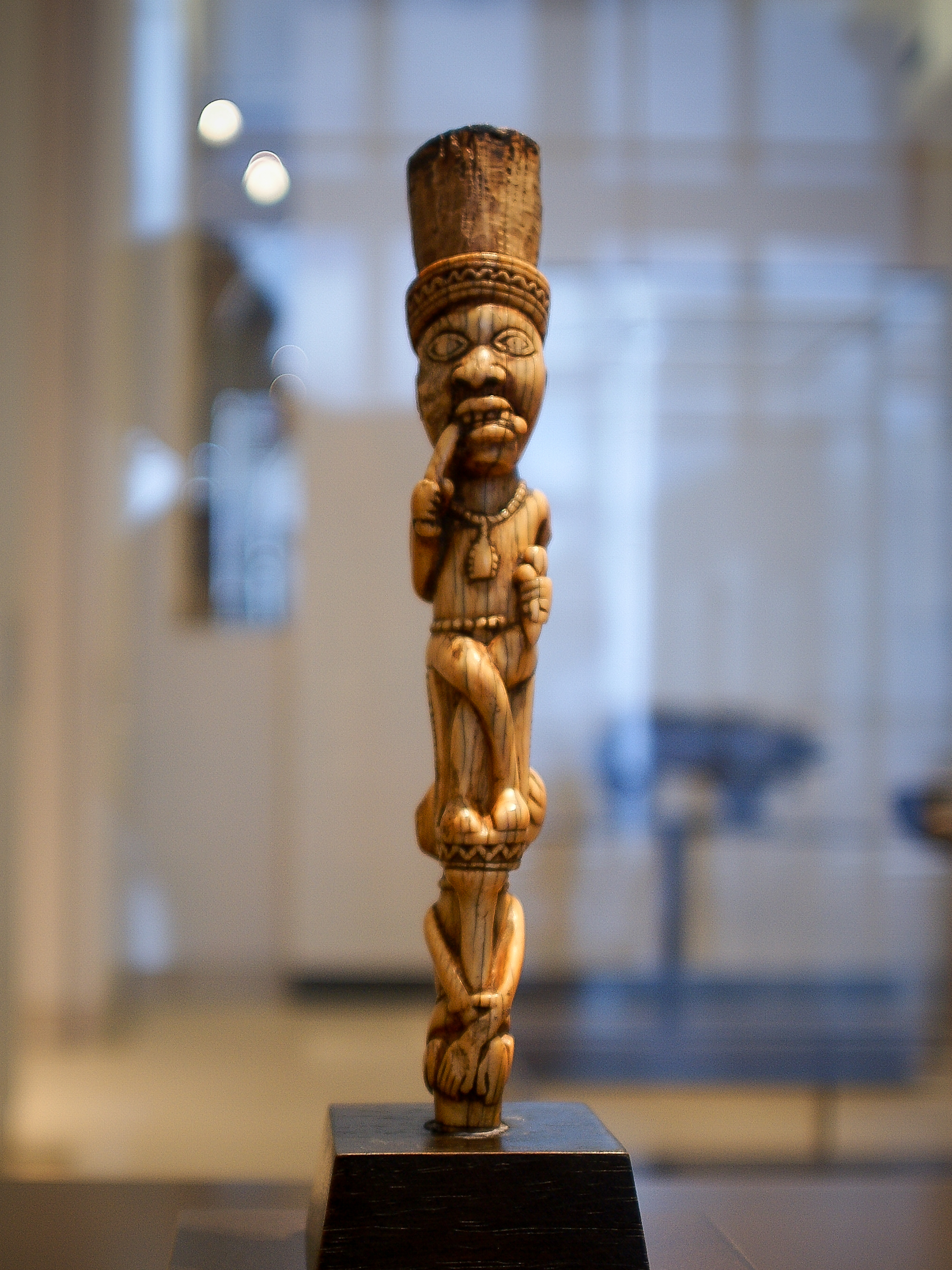
Sculpture yombé sommet de sceptre, XIXe siècle.
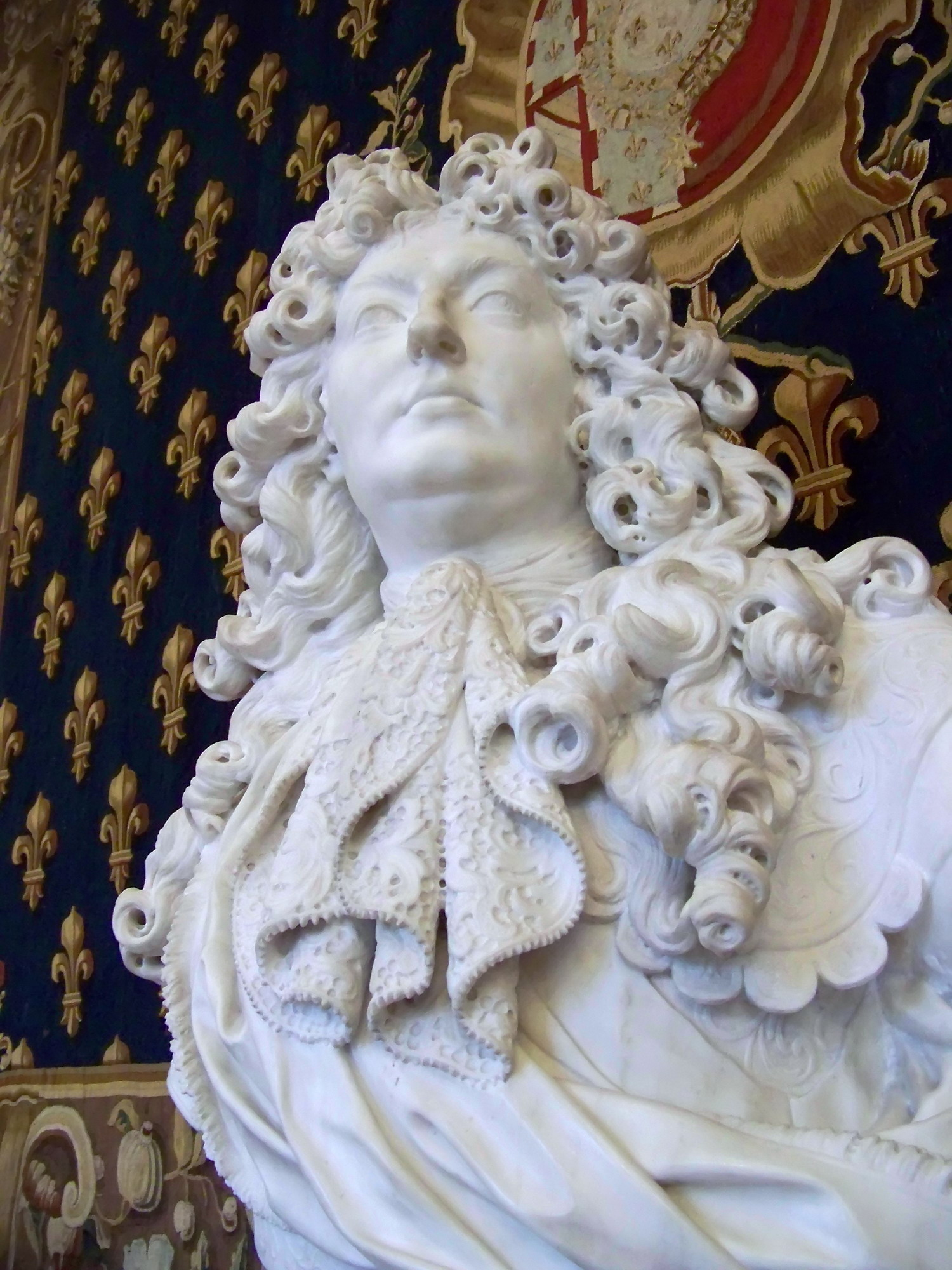
Buste de Louis XIV au musée des beaux-arts de Dijon, œuvre du sculpteur Antoine Coysevox.
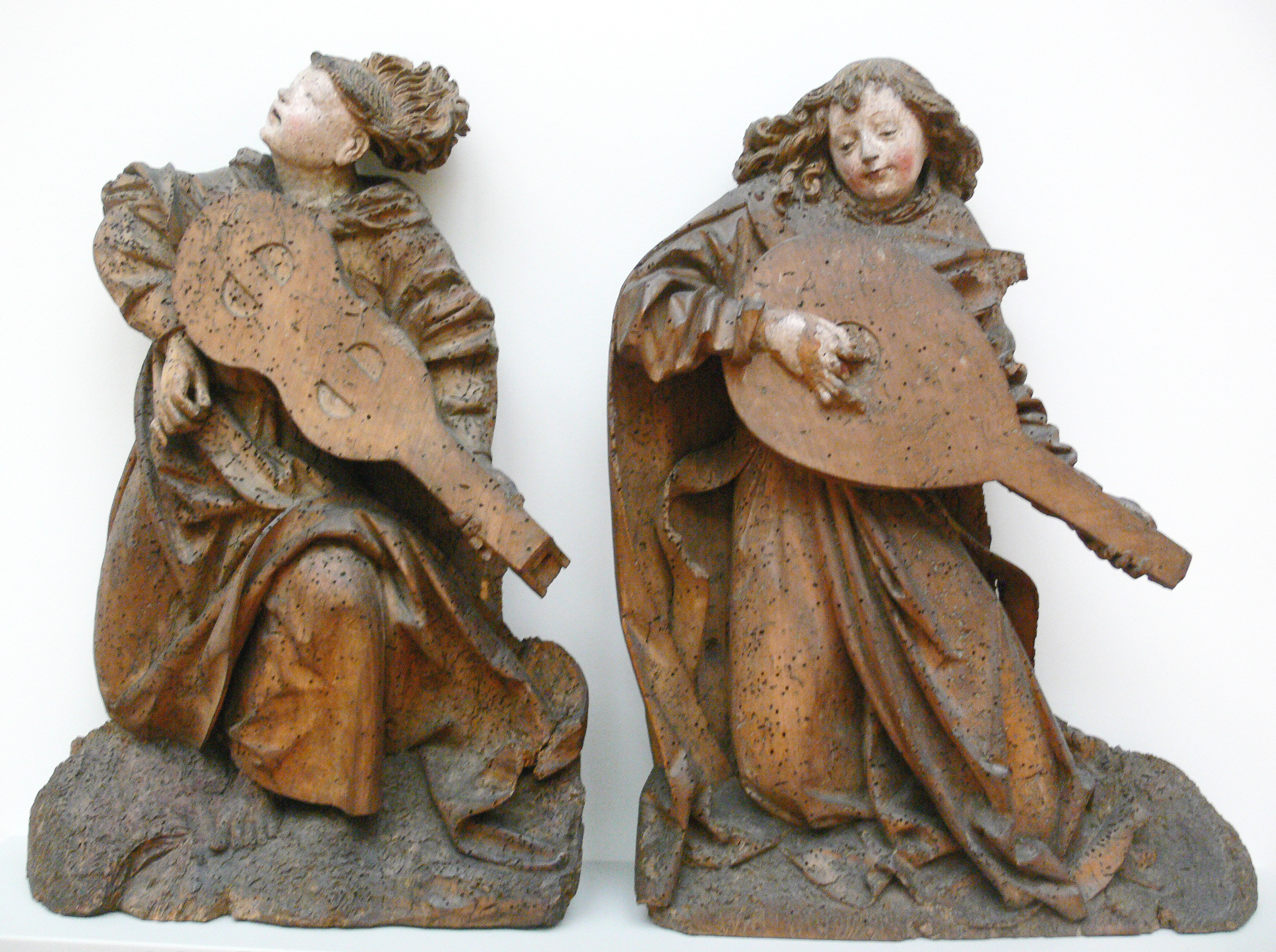
Anges à la vièle et au luth, sculpture sur bois de tilleul, Allemagne (v. 1490) - Musée de Bode, Berlin.
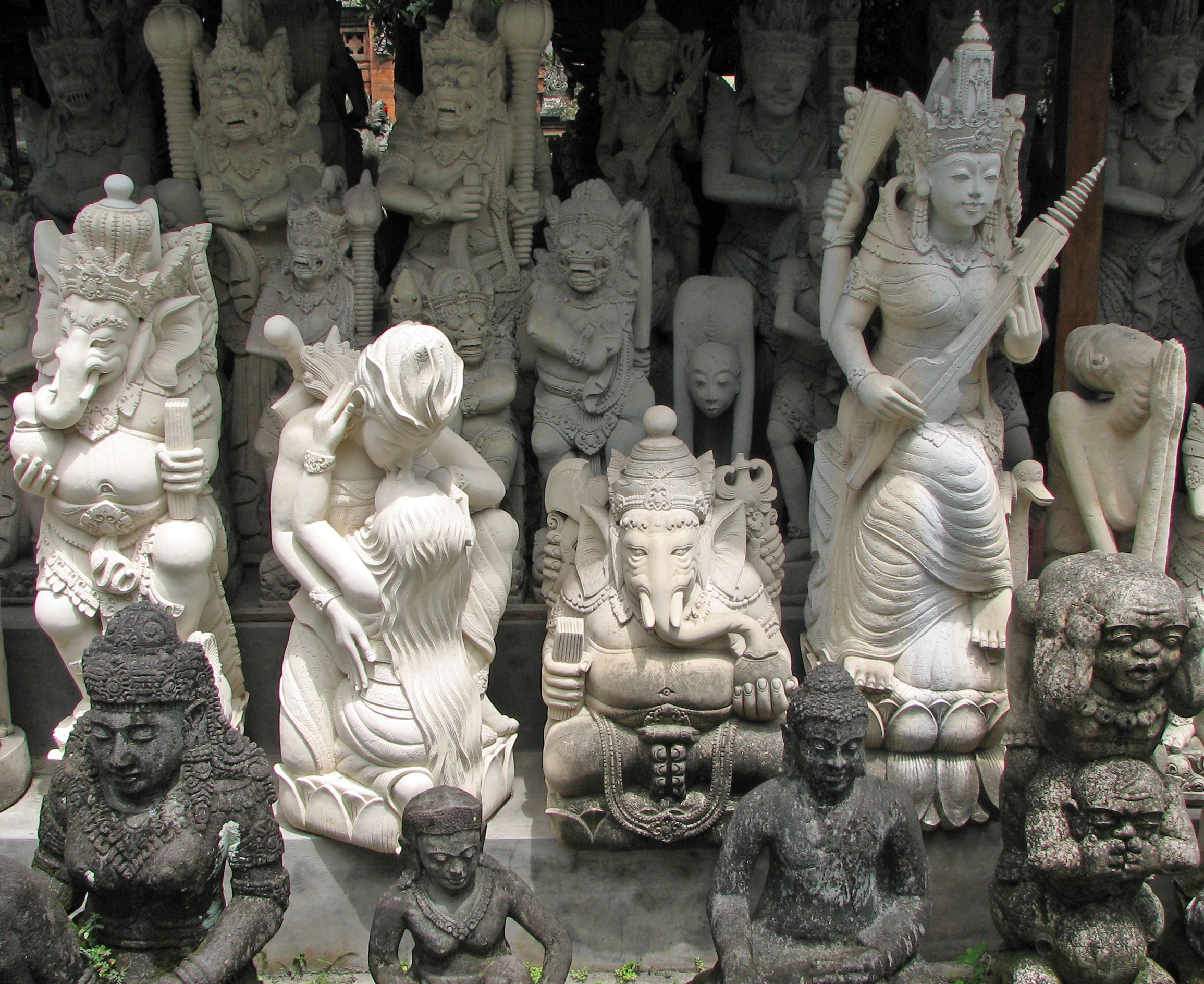
Fabrique de statues en pierre à Bali.
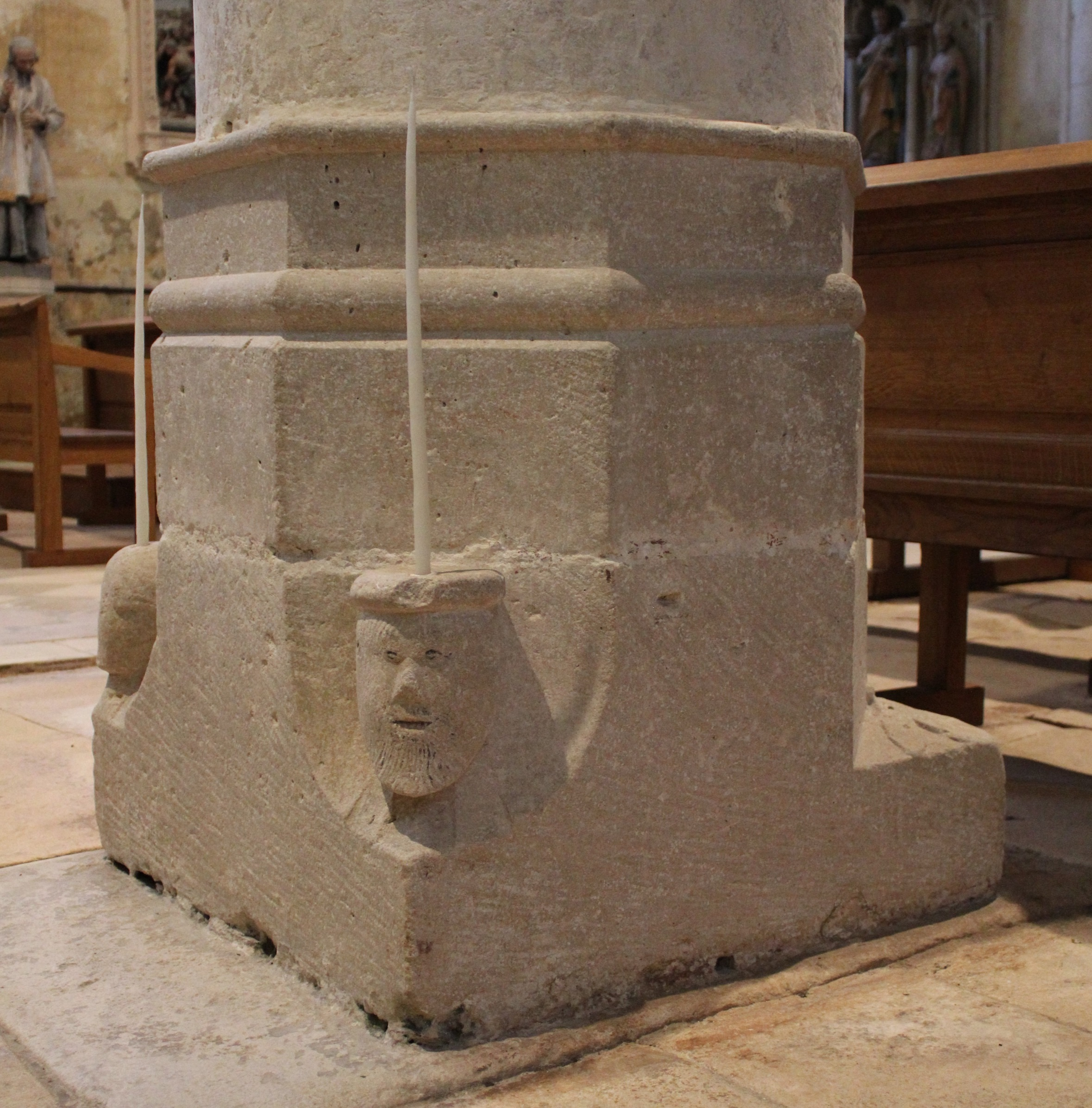
Figures porte cierge à Creuë. Sculptures naïves de la fin du XVe siècle.
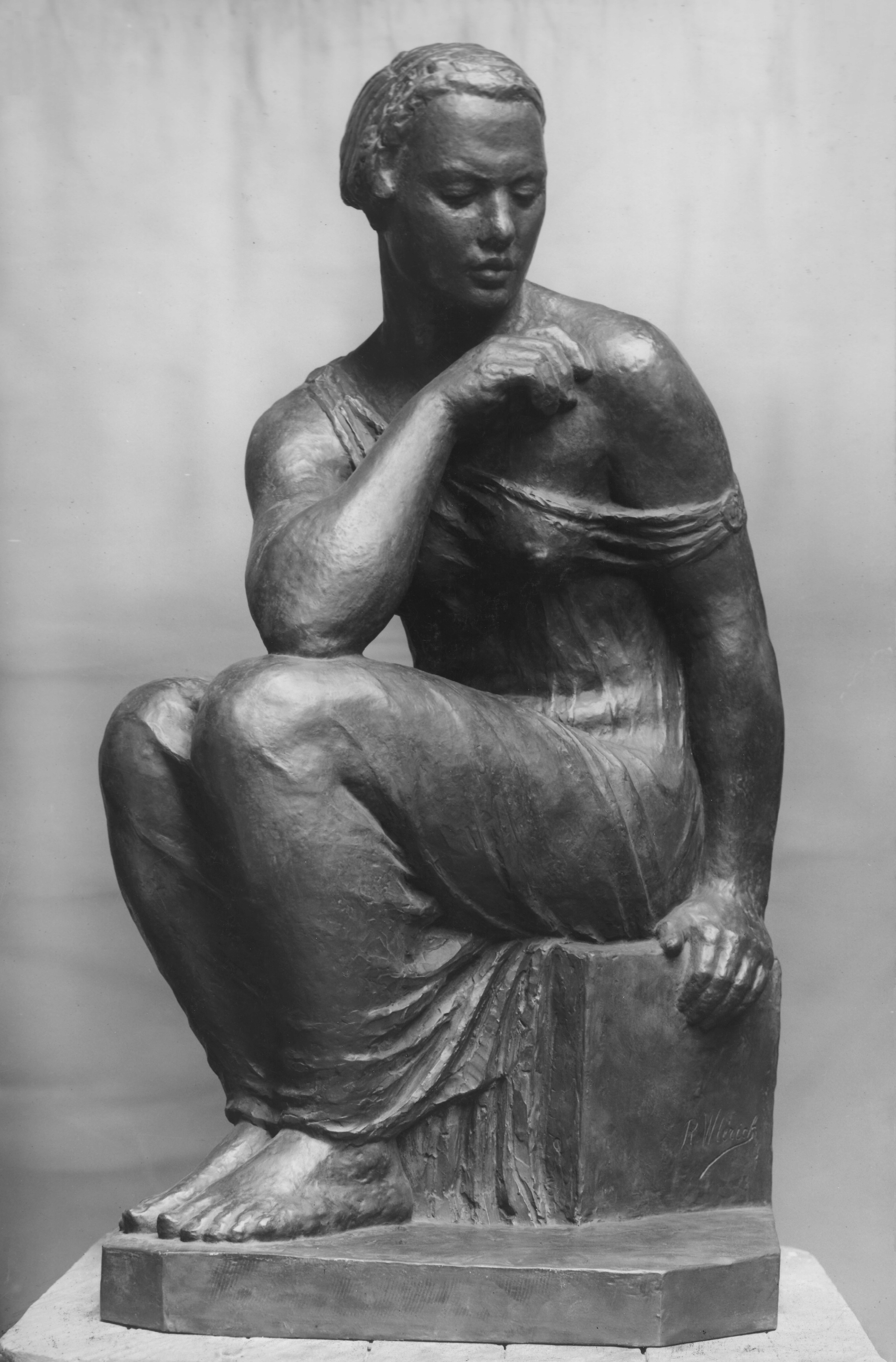
Sculpture Art déco de Robert Wlérick.
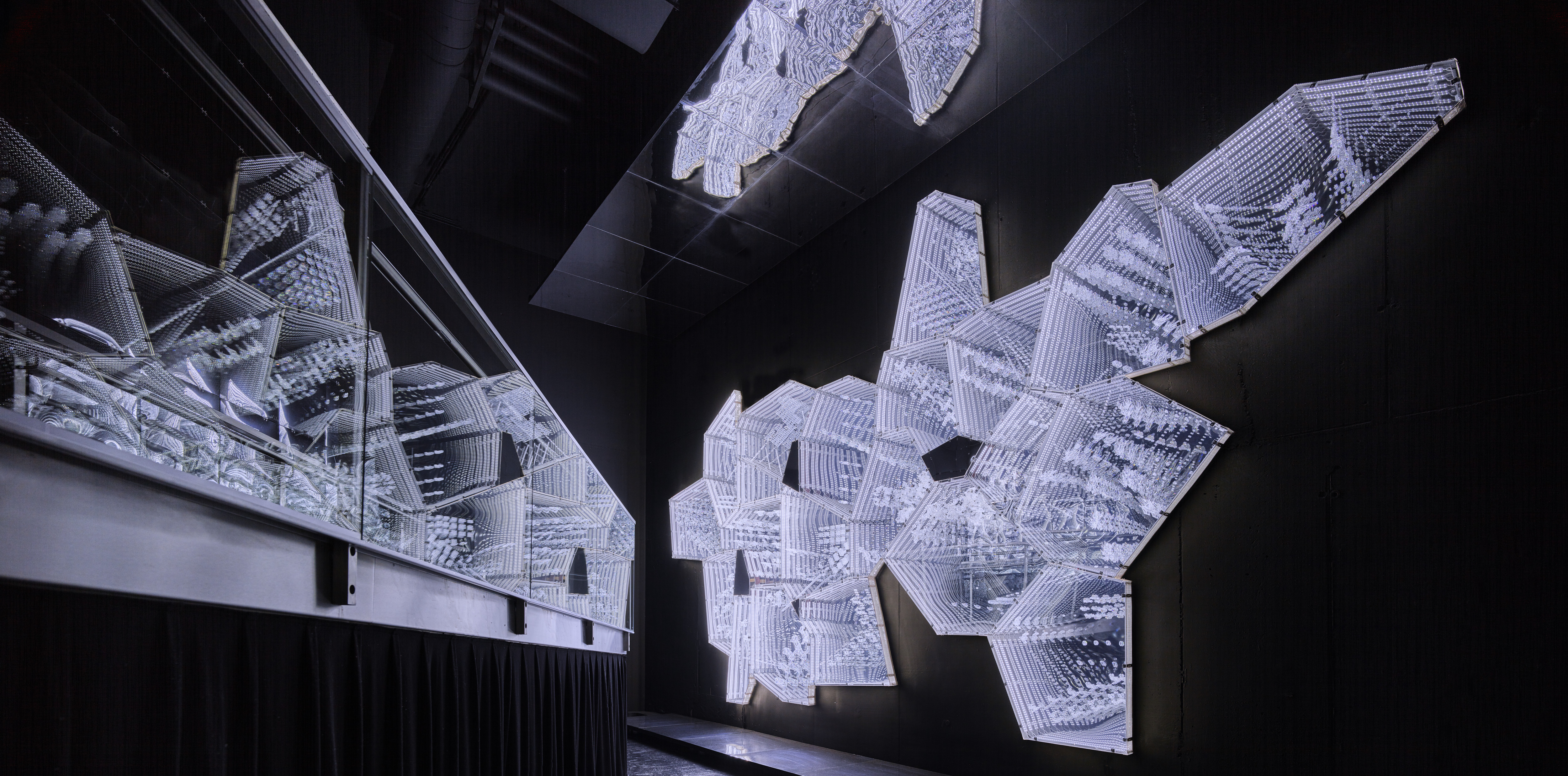
Installation lumineuse, miroirs. Lee Bul, 2015.
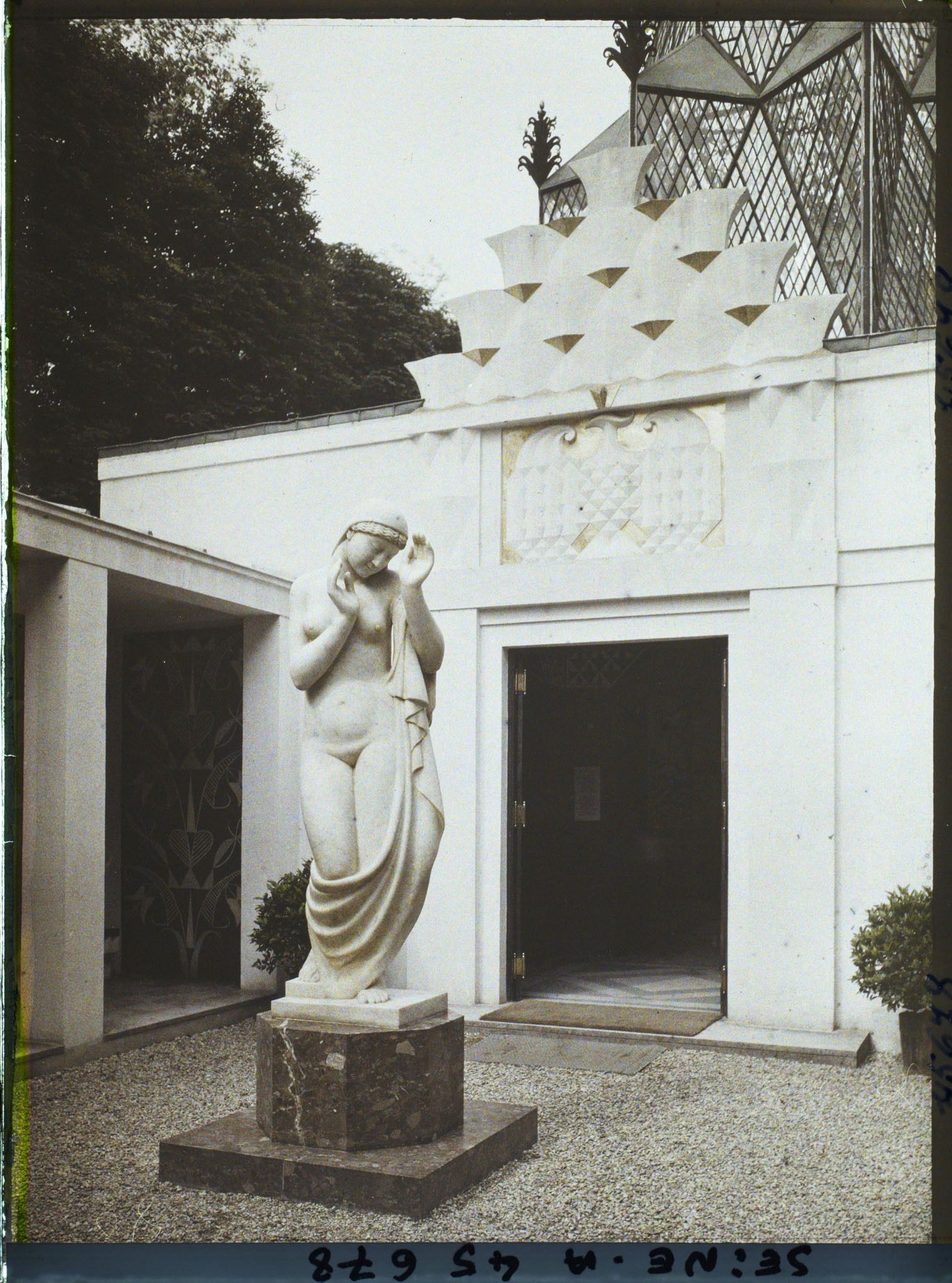
Sculpture Art déco Rytm de Henryk Kuna, pavillon polonais à Paris, 1925 (la sculpture est maintenant à Varsovie).
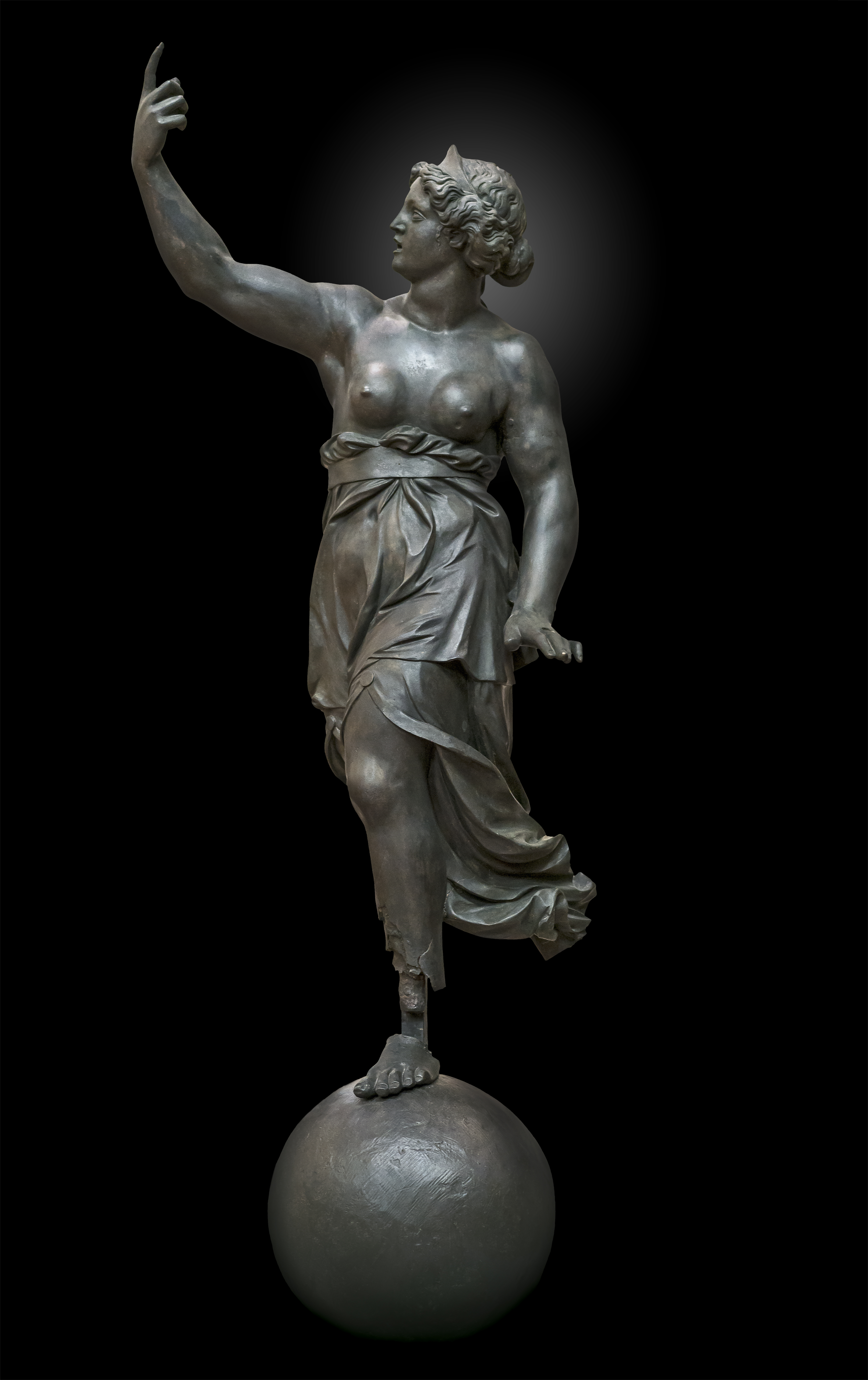
Dame Tholose, bronze Renaissance de Jean Rancy (1550).